# Руска револуција 1905.
Руска револуција 1905. (рус. Русская революция 1905 года) избила је 22. јануара. Она обједињује низ револуционарних догађаја и нереда који су се збили у царској Русији од 1905. до 1907. Поводи за избијање побуне били су Руско-јапански рат и Крвава недеља 1905. Руска револуција из 1905. се категоризује као анархистичка револуција.
У револуцији су коришћени терористички напади, штрајкови, протести сељаштва и побуне војске. Последица револуције је било увођење уставне монархије, вишепартијског система, Државне думе (скупштине) и усвајање устава 1906.

## Прва револуција
Крајем 1904, под Свјатополк-Мирским, неспособним да убеди Николаја II да дâ озбиљније повластице или да настави Плевеову политику угушивања, борба против апсолутизма готово искључиво су водиле социјалистичке партије, интелектуалаца и земства. Те три групе опозиционара искористиле су период релативне слободе, која је настала после смрти Плевеа, прво да се организују и покушају да се уједине, затим да утаначе и јавно стилизују своје тражење политичких друштвених права, тада још сразмерно умерених. Како је Руско-јапански рат био све тежи, њихова организација је чинила нагли напредак; они нису сада сами да нападају аутократију. Нова чињеница која доминира целом 1905. годином, јес појава народних маса на политичкој арени. На дан „Црвене недеље” 22. јануара, први пут у историји Русије, а да то вође покрета ни предвиделе ни хтеле, народ оличен у радницима, ступа у дејство. Његова појава даје сваком опозиционом покрету нарочиту снагу и прави га опасним. И ако је апсолутизам упоран у својој непомирљивости, та чињеница натерује га на низ уступака све више и више озбиљних. Манифест од 30. октобра 1905 јесте, и ако га ни владајући нису ни предвиђали ни хтели, прво уставни уступак дат од аутократије, а овај уступак повући ће сазивање прве царске Думе.

### Црвена недеља
Штрајк 22. јануара нису припремили интелектуалци или земство, већ петроградски радници. Његови иницијатори нису биле социјалистичке странке, већ свештеник Гапон, који у исто време док је имао чудан утицај у радничком свету, био је у личној вези са полицијом и министарством унутрашњих дела — те се може тврдити да је лично влада олакшала почетке револуције. Фебруара 1904. Гапон је постао председник пет „радничких удружења”, о трошку и под заштитом полиције. У „удружењима”, од њега повећаним на дванаест, био је скупио до 30.000 радника, врло дисциплинованих на које је он, благодарећи својој речитости, а такође и у извесној мери новцу који му је полиција давала да би задовољавао потребе својих група, имао најпотпунији утицај. Једанаест дана пре „црвене недеље”, представници радника су објавили штрајк у фабрици Путилов, и поднели своје услове чисто економске природе. Следећих дана штрајк је захватио друге фабрике. 20. јануара, 93.000 радника, у 74 индустријска предузећа није радило, а само дан доцније покрет је захватио 1614 предузећа и 250.000 радника. Гапон, је решио да употреби овај штрајк за циљ, на који полиција сигурно није мислила.
Посредством својих секција он је утицао на раднике да иду цару и поднесу му молбу у којој би му изнели своје жалбе. Та мисао да се обраћа цару, која није дошла ни од социјалиста ни од интелектуалаца, била је бачена само зато да је боље разумеју народне масе. Она подсећа на 17 век, на времена Алексија Михаиловича. Али текст молбе садржава политичка права сасвим савремена: сазив изасланика свију социјалних класа, увођење свију слобода, једнакост грађана под законом, амнестија политичких криваца, уступ земље сељацима, осмочасовни дневни рад, право штрајка итд. Завршава се једном чудном претњом: „Царе, ти се правиш глув на наше молитве, остаје нам само још да умремо ту, пред тобом”. Гапон је скупио, у току више јавних зборова 135.000 потписа. Да би се поднела молба цару, било је решено да 22. јануара дванаестина хиљада радника, сакупљена из свију радничких квартова, управе се у свечаној поворци ка Зимској палати. Цар је био обавештен писмом да ако се у два сата не појави пред својим народом, губећи његово поверење сломиће моралне везе које га везују са народом и крв ће потећи.
Цар се повукао у Царско Село, а војска је постављена на свима местима где поворке могу поћи. Интелектуалци, предвиђајући покољ траже начин да га спрече; њихови изасланици угледни књижевници као Арсењев, Аненскиј и Максим Горки узалуд посредују код Свјатополк-Мирског и Витеа, који не могу ништа да учине; сутрадан ће они бити затворени под оптужбом да су хтели саставити привремену владу; радници, у редовима, крећу из предграђа ка центру вароши. Они носе иконе и цареве слике, да би показали верност манифестаната владару. Они су сигурни да ће бити примљени и очински саслушани од цара. Али не иду далеко. Свуда, где се год приближе трупама, дочекани су пушчаним мецима. То неочекивано пушкарање прво их запрепашћује, затим их обузима паника видећи како падају мртви и рањени; беже у гомилама, гоњени војском и ужасне сцене убијања догађају се, у којима и невини пролазници деле судбину манифестаната. Гоњење и пушкарање протеже се дубоко у ноћ. Гапон, који је на челу једне групе дошао чак до испред саме Зимске палате, пао је од првог плотуна; спасен од пријатеља, могао је неколико дана доцније пребећи преко границе. На ређим местима, радници, повративши се од страха покушавају да се одупру; на Васиљевском острву покушали су да подигну барикаде. Али уопште узевши, демонстрација је била сачувала мирољубиви карактер, и насиље извршено од трупа само је тиме очигледније; 1000 погинулих и толико рањених биланс је тога дана, кога су назвали „црвеном недељом”.

### Поново стварање опозиције и уједињење револуционара
„Црвена недеља” отвара један нови период борбе између опозиције и владе. Влада се решава да покаже „чврстину”. Понова се образује место генерал-губернатора Петрограда, и оно се поверава Д. Ф. Трепову, сину некадашњег шефа полиције, погинулом од метака Вере Зазулич. Трепов је већ на томе месту био развио велику енергију у борби против револуције у Петрограду; он наређуј растурање радничких удружења и хапси много интелектуалце. Као што Гапон после 22. јануара признаје да га је хтео подићи, тако је царев углед у очима народа непоправљиво срушен. И најмирољубивији грађани, који су дошли на трг Зимске палате да чују цара или да „умру” вратили су се кућама као револуционари. Неколико дана доцније, када је цар схватио ситуацију у којој је, Трепов је изабрао у фабрикама тридесет четири сигурна радника, објаснио им како треба да се понашају пред царем и одвео их у Царско Село. Никола II их прима, изјављује им свој „опроштај”, моли их да се „стрпе” и да ће „предузети мере”. После аудијенције, сервиран им је ручак, али кад су се вратили у Петроград, више њих били су нападнути од радника из престонице. Не само да маса варошког грађанства прилази одједном револуцији, већ као губернатор, у циљу репресалија прибегава често протеривању радника у њихова села, револуционарне тежње улазе убрзо и у сеоску средину. Уз радничке штрајкове, који су све бројнији после „црвене недеље” и шире се на готово све индустријске центре у земљи, нарочито на оне у пограничним крајевима, у Пољској, на Кавказу, западним губернијама, појављују се сада и аграрни немири који избијају већ од месеца марта у свим губернијама. И интелектуалци напуштају свој мирољубиви став и не манифестују више морално неодобравање против напада оружаном руком на жандарме и терористичке атентате који постају све чешћи. Један од тих атентата социјал-револуционара И. Каљајева који бомбом убија великог кнеза Сергија Александровича, 17. фебруара, у непосредној близини његове палате у Кремљу.
Најозбиљнија последица „Црвене недеље” није у томе што је изазвала терористе на атентате, већ што је ујединила све опозиционаре, екстремисте и најумереније против владе. Многобројна груписања се обављају, и да би избегла репресалије власти, они узимају облик професионалних или техничких „удружења”. Вероватно, тај је начин организовања мање погодан него политичке странке, али ако су се руски интелектуалци, вођени својим инстинктом, задржали баш на том прелазном облику, значи да је било још рано мислити на стварање правих странака. Прва груписања су дело универзитетских људи и адвоката.
У Петрограду, погреб једне од жртава „Црвене недеље”, служи као изговор за једну манифестацију организовану од његових другова и професора. Затим кад је Универзитет, који је сутрадан 22. јануара био затворен, био поново отворен, његов савет решава да не почне са часовима. Крајем јануара 16 чланова Академије наука,124 професора и 201 приват. доцената Универзитета потписују, у име руских научника, једну изјаву која се завршава са потврдом да је „слобода” науке непомирљива са савременим руским социјалним режимом. 20. фебруара на једном састанку, одржаном на универзитету, студенти и професори жигошући „злочиначку авантуру” руско-јапанског рата и „крваве догађаје од 22. јануара, изјављују да су солидарни са радницима и интелектуалцима; траже сазив Уставотворне скупштине изабране општим правом гласа, општу амнестију и право националних мањина на аутономију. У априлу су створена три разна удружења професора више, средње и ниже наставе.
Сутрадан адвокати се скупљају њих 325 на броју, и пошто су дискутовали читаву недељу дана, изјављују своје симпатије радницима, именују једну анкетну комисију о недавним догађајима, и организују протестни штрајк од 8 дана. 29. јануара савет адвокатског реда прима предлог, у коме се изјављује, да промена политичког режима потребни је услов за правилни рад правде. 10. марта представници правосуђа обе престонице и многих покрајинских градова слажу се да се позову на општу скупштину адвокати из целе Русије. Они се састају 10. априла; узалуд Треповљеви људи траже да се скупштина закључи, али она не прекида своје седнице. 180 делегата, који учествују на њој решавају да организују једно професионално и политичко удружење, да пропагирају идеју у корист Уставотворне скупштине и да се изјаве солидарни са свима партијама и групама револуционарним или опозиционим.
Многобројна удружења као железничких чиновника, инжињера, књижевника и т. д., ређају се у удружења универзитетских професора. Констатујући да имају сви један заједнички уставобранилачки програм из изјаве делегата земства од 21. новембра 1904, али јако проширен и изражен много снажнијим речима, — они се организују у један „Савез удружења”.
Штампа се уз опште стање духа, и у пркос тираније цензуре и административне самовоље, удружује са опозиционим покретом. То стање духа тако је јако и тако једнодушно, да се збиља и не примећују ограничења која су му наметнута; штампа се служи таквом слободом израза као никада раније. Не само либерална штампа већ и сама конзервативна штампа попушта општем покрету. Тако и либерални лист „Рус” Алексија Суворина-сина, објављује чланак под насловом „Озбиљни тренутак” са „мотоом”: „Још има времена”, који чини снажан утисак. Пошто је изјавио, цитирајући Бизмарка, да „интерес државе захтева промену установа, „каже да је час промене куцнуо за Русију и оптужује неактивност владе. Тако исто и реакционар кнез Мешчеркин признаје потребу „удруживања са народом” и изјављује отворено: „захвалимо Богу што смо тучени од Јапанаца, јер би наша победа под ловором сакрила отворене ране.”
Владина врдања и царска наредба од 18. фебруара до 3. марта 1905. — Владино држање није тако да би могло умирити опште узбуђење. Вите, као председник комитета министара одређен да оствари обећања царског манифеста од 29. новембра/12. децембра 1904, збиља се бацио на посао са својом уобичајеном ревношћу. Али многобројне комисије одређене да припреме нацрте потребних закона и у којима либерали, не очекујући ничега доброг одбијају да учествују, најчешће, не журе да заврше посао; и убрзо бива јасно да влада нема намеру да стварно да уступке које је обећала, већ мисли да задовољи речима.
Дана 24. јануара, у једном извештају комитету министара, Вите, пошто је дао страшну слику злоупотреба локалних власти, тражи ревизију свију закона који се односе на заштиту јавнога реда, и цар даје своју сагласност. Али не чини се никакав покушај да се укину означене злоупотребе. Једна комисија, у коју либерални књижевници нису хтели да уђу, образована је 23. јануара/5. фебруара да би се поправило законодавство штампе. Њен председник, Кобеко, припадник је слободе штампе. Али док се комисија упиње да обори административну цензуру, листови и даље трпе кињења власти, и Царски савет још повећава власт министру унутрашњих дела коју овај има над листовима. Указ од 25. јануара обећао је да ће остварити строго одвајање законодавних и извршних власти, и одлучио да сваки законодавни акт има да буде обавезно потврђен од Царскога савета и обнародован од Сената. Али министри настављају, да издају, потписане од цара, декрете који добијају снагу закона. Једна комисија је именована да постави слободу савести, али она не успева ништа. Широки програм радничког законодавства био је означен од Вите-а, али комисија која је прегледала тај нацрт, под председништвом Коковцева, није успела за шест месеци да уреди ни један једини пројект закона. 29. јануара/11. фебруара, као последица догађаја од 22. јануара, образована је једна нарочита комисија, у којој су имали бити и бирани делегати раденика, под председништвом Шидловског. Али пошто су 420 радничких делегата сакупљених 17. фебруара/2. марта, тражили лични имунитет и слободу говора, за комесаре, потпуно и верно објављивање пресуда, као и поновно отварање радничких удружења забрањених од владе, цар наређује да се та комисија растури, што изазива један нови штрајк у Петрограду.
Неодлучност власти појављује се чак и у избору новога министра унутрашњих дела. Свјатополк-Мирскиј, разочаран, слаб, неспособан за акцију, исцрпео се. Готово као посматрач присуствовао је догађајима 22. јануара и следећих дана. Већ одавно он је желео да дâ оставку, али није било лако заменити га. Када одлази 15. фебруара, он ишчезава са политичке позорнице а да нико то није ни приметио. На савет Трепова, цар му поставља за наследника Буљигина, који је био сарадник великог кнеза Сергија Александровича у генерал-губернаторству Москве. Тај некадашњи губернатор Калуге и Москве није обичан чиновник, покоран наредбама претпостављених. Он има изглед великог господина. Али он неће да служи сумњивим циљевима ултра-реакционара, још мање неће остварити реформе. Његово постављање није једно решење, то је само одлагање. Као ни влада, ни он нема програма, ни план акције. Прави господар ситуације није он, већ генерал губернатор Петрограда, Трепов, који ужива лично поверење цара.
Ипак, појачање револуционарног покрета приморава владу да нешто учини. Чак и конзервативци траже то. Они неће ни уставни режим као либерали, ни Уставотворну скупштину као радикали, већ они се најрадије придружују идеји да се васпостави стара руска московска установа из XVII века Земскиј Сабор. Они мисле, да ако је цар приморан да ступи у везу са представницима земље, ови не морају бити представници интелектуалаца, па чак ни племства већ зараженог либерализмом, већ нека то буде са представницима народних маса, сеоских класа, које чине 85% рускога народа. Сељаци су, мисле они, конзервативци; они желе својину; они се држе чврсто старих традиција и неће издати цара. Зашто да се не обрати непосредно њима, занемаривши више класе? Међу њима власт ће наћи подршку, која јој је огромно потребна. Овако схватање народног представништва у сагласности је са принципима апсолутизма: као у XVII веку, могуће је да народ да своје мишљење и да цар реши. Умерени конзервативци изјашњују се 4. новембра 1904, заједно са мањином делегата земства, које предводи Жипов, за једну саветодавну скупштину; а иза њиховог мишљења цар, који неће да се одрекне аутократије забарикадираће се да би одолео све више растућим захтевима већине у земљи.
Извесни министри схватају да ситуација тражи од цара држање и изјаве много јасније. Од 30. јануара 1905, на крају свог недељног извештаја, министар пољопривреде Ермолов оцртава Николи Другом узнемиравајућу ситуацију Русије, необично узбуђење које обузима друштво, побројава жалбе разних група, указује на потребу да добровољно узима концесије да би избегао несрећне последице, и истиче сјајну прилику да император буде други „Цар ослободитељ” Русије. После малог одупирања Никола пристаје да сазове једно народно представништво и упућује Ермолова Витеу; али ни петнаест дана доцније он још ништа није учинио. 31. јануара/13. фебруара Ермолов се враћа на исту ствар једним новим мемоаром. Цар сазива приватну конференцију и под његовим председништвом већина нагиње његовом мишљењу. 16. фебруара Никола изјављује министрима да је решио да се сазову посланици, али задржава право избора погодног тренутка да то објави царским расписом. Познавајући карактер царев Вите ставља извесне примедбе, најзад ућути. Три пројекта Царског расписа предата су цару и још петнаест дана пролазе.
Изјутра, 18. фебруара/3. марта, уочи годишњице ослобођења сељака, згодне прилике за публиковање „ослободилачке” царске обзнане, министри су се изненадили када су нашли у „Владином веснику”, уместо очекиване обзнане, један манифест са потпуно супротним идејама. Тај манифест оптужује изазиваче нереда који ударају на темеље државе, посвећене црквом и потврђене законима, кидају везе прошлости и садашњости, и надају се да створе нову државу на темељима туђим Русији. Пошто је подсетио, да је убиство великог кнеза Сергија Александровича „дубоко ранило народна осећања”, изјављује своје владарско поверење у пожртвовање свога вернога народа као и у помоћ „добронамерног” грађанина. Он сматра да је за сада најважније сломити тврдоглаву отпорност спољњег непријатеља и „ишчупати корење побуне” у унутрашњости земље; кад тај циљ буде био постигнут и духови умирени, моћи ће се посветити „обнављању моралних чинилаца народнога живота”. На завршетку он призива благослов Божји на „учвршћење темеља стварне аутократије”. У овоме документу, кога је цар, не питајући никога, послао право у руке министру правде, цео свет је познао одмах идеје и стил Побједоносцева.
Истога дана министри присуствују у Царскоме Селу, под председништвом цара, недељној седници министарског савета. После неколико тренутака неугодне тишине, Коковцев помиње потребу за умирењем страних поверилаца, Ермолов и Бугилин покрећу питање обзнане и траже да се има објавити без одлагања. Цар одговара расположено, да обзнана још није готова; ниједан пројект, који му је дат, није га задовољио. После ручка, министри поново покрећу исто питање и изјављују да не одговарају за одржање реда и безбедност особа које су „под претњом” — т. ј. изложене бомбама. Цар није крио своје нестрпљење: „Могло би се помислити да се бојите револуције”, рече Буљугину. „Сире, револуција је већ почела”, одговорио је овај. Тада Никола извади из џепа пакет обзнане коју је лично саставио служећи се са она три поднета пројекта. Он га прочита и пошто га министри одобрише, потписа га, датирајући као да је манифест објављен тога јутра, 18. фебруара/3. марта.
Тако су се истога дана појавила два акта, која би била у контрадикцији, да цар није у други унео извесне резерве које му умањују „еманципаторску” вредност. Обзнана, стварно, објављује да ће „најдостојнији”, обасути поверењем народним „бити позвани да учествују „у претходним радовима на законодавним пројектима”. Али, додајући да ће те реформе бити увођене само „у колико буде била потреба за њима”, и под условом да не кидају „везе са историјском прошлошћу”, као и да одрже „непоколебљиви карактер основних закона” он чудно сужава улогу посланика, већ иначе мало „уставну”. Ако и упућује неколико похвалних речи скупштини племства, земству и разним социјалним организацијама, које су пожеле срећу императору приликом рођендана царевићевог, он не говори ни речи о њиховом тражењу политичких права ни жељама јавнога мњења.
Ништа не показује боље него ова два акта од 18. фебруара/3. марта колико се последњи руски аутократа држао грчевито прошлости. Треба ли мислити, као што је то претпостављала императорка Марија Фјодоровна, чије је речи превела једна почасна дама француском новинару Бурдону, да је цар хтео, потписујући прво манифест „да покаже да објављује обзнану без икаквог принуђивања”. Боље је рећи да је тражио, као што ће чинити све до своје абдикације, да умањи манифестом утисак обзнане која му је, стварно, наметнута. Он се игра са својим министрима и својим поданицима; у недостатку воље, он прибегава лукавству.
Међутим, обзнана баца потпуно у заборав манифест код јавног мњења. Без сумње, у дубини своје свести, либерали су убеђени у неискреност цареву, а радикали не верују ни за тренутак да он може да буде способан да искрено даје уступке. Али штампа ликује, јер има интереса тумачити полу-уступке отете од цара у смислу народних жеља. Директор „Новое Времја” Суворин „плаче од радости, осећа се подмлађен” и тврди да од тога „историскога дана ничу крила Русији”; и истина је, у пркос манифесту. Од изјаве делегата земства новембра 1904, ова обзнана бележи најважнији корак на путу ка уставном режиму.
Обзнана не утврђује начин сазивања „најдостојнијих” који имају да представљају народ. Он поверава ту бригу једној комисији, којој председава Буљигин. Али влада, коју више занима свршетак битке код Мугдена, ни најмање се не жури да образује ту комисију. Многобројни административни и социјални организми траже, преплављујући Буљигина пројектима, да буду у њој заступљени. 25. марта Буљигин изјављује једној делегацији Општинског већа у Москви, да ће представници градова и земства бити у њој. 31. марта званични коминике објављује да ће, поред представника владе и „личности, познате са своје активности учествовати”. Петнаест дана доцније, нови коминике одређује тачно да ће цар именовати комесаре. 19. маја изјављује се да су „претходни радови” готово „завршени”, и да се треба „надати” да ће комисија бити сазвана за 28. јуни. Најзад, после три месеца, комисија није још позвана; не зна се чак ни ко је сачињава. Пошто се чуло за Мугден, дознаје се и за Ци-Шуму. Пред новом експлозијом јавнога протеста, влада жури да објави да „комисија” Буљигина неће бити сазвана, и да би се добило у времену, министров пројект биће директно предан на испитивање министарском комитету и Царскоме савету, као и на потврду императору. 26. маја/8. јуна министарски комитет студира, на брзину, двадесет и пет првих чланова пројекта, чија садржина почиње одмах да се препричава у народу. Тај пројект даје пуно право скептицизму либерала у погледу на двосмислену обзнану од 18. фебруара/3. марта. И ако он предвиђа Думу, она је у ствари само скромна саветодавна скупштина, која неће дати народу да управља његовим суверенитетом. Њена законодавна улога биће ограничена на припремање законских пројеката, који, да би били завршени, треба да буду примљени од Царскога савета и санкционисани од императора. У буџетској материји, она ће имати само саветодавни глас, а питања која се односе на народну одбрану, биће изузета из њене компетенције. Начин гласања узеће се из принципа поделе класа и подсећаће на изборни закон земства из 1864. године.

### Адреса земства од 26. маја/8. јуна 1905.
Помоћу изврдавања не може се једна влада измирити са народом, чији једнодушни осећај није више у питању после конгреса делегата земства, одржаног у Москви од 24. маја/6. јуна до 26. маја/8. јуна 1905.
Од новембра 1904 делегати, који су присуствовали на конгресу земства, нису представљали више приватне људе, већ су били представници својих удружења, и од којих је већина имала јасна овлашћења; с друге стране, они нису били представници једне странке, већ једне „коалиције” опозиционара, и њихове одлуке само су тиме добијале више вредности. На конгресу у почетку маја (22—26. април/5—9. мај), левица конгреса од новембра 1904, образована од конституционалиста, била је дефинитивно формулисала мишљење либерала у погледу изборног уређења и аграрног проблема, опредељујући се за опште непосредно право гласа, и за обавезни откуп од приватних поседника једног дела њихове земље. Она је такође тражила да „прва уставна скупштина” може својевољно „поставити законити политички режим”, то јест дати себи права уставотворне скупштине. По свима тим тачкама у очевидној супротности са принципима „Буљигинове Думе”, она није била у сагласности са групом Шипова: овај се био задовољио једним „Државним саветом земства”, бираних од бирачких округа земства, среских и губернијских, са дужношћу „претходних припрема” законских нацрта, који би затим имали да добију „дефинитиван облик” код једне „нарочите владине установе”, па да се првима врате на испитивање; али левица је имала поражавајућу већину: са 127 гласова против 8 примљено је било опште право гласа, са 87 против 49 непосредно право гласа, са 123 против 13 принцип народне скупштине а не просто саветодавне.
Конгрес у Москви, последњи конгрес „коалиције” сазван од Шипова, одржан је 24. маја/6. јуна, после пропасти код Ци-Шуме, када су главне линије Буљигиновог нацрта биле познате. Како је тренутак био озбиљан и свечан, он је решио да се непосредно обрати императору и да му, преко једне делегације, поднесе адресу. Изабрани делегати били су: кнез Сергије Трубецкој, кнез Ж. Е. Лавов-будући председник привремене владе 1917, — гроф Хејден, Головин — који ће бити председник друге Думе, — Петрункевич, Родичев, кнежеви Шаховскиј и Долгоруков, и представници општина Фједоров и Никитин. Адреса, састављана 26. маја/8. јуна врло је јасна. Она указује на опасност која прети „престолу”, види у рату резултат „злочиначких злоупотреба” и нехатност саветника царевих, подвлачи стање „грађанског рата”, кривичност „незналачке и штетне бирократије”, која је „указивала” и занемарила извођење царевих наредби. Она се жали да, без обзира на страшне догађаје, „обећање царево да сазове представнике народа” није одржано и подиже се против намере, које гласови придају влади, да се хоће дати представништво класа уместо представништво народа. Адреса моли цара „док је још време”, да сазове „без одлагања” представнике народа „изабране од свих поданика, без икакве разлике”. Она изјављује да ти представници треба да „реше”, у сагласности са царем „животно питање рата и мира, да закључе или одбију услове мира”, што ће претворити рат у „народни” рат, и сакупити све „око једне једине народне заставе”, да треба да, у сагласности такође са царем „утврде организацију обновљене државе”. Завршава се речима пуним опомена: „Не оклевајте, Сире. У овоме страшноме часу народних искушења, велика је ваша одговорност пред Богом и Русијом.”
Био је то стил на који се није било навикло у Русији, и Трепов изјављује делегатима да неће бити примљени. Тада се ови обраћају непосредно Николи Другом. Император пристаје да прими само неке од њих — он се Петрункевича нарочито гнуша, — али под условом да не поднесу адресу и да саопште Трепову текст својих говора. Најзад, пошто су одбили да приме те услове, он их све прима 20. јуна у Петерхофу. Говор који држи кнез Трубецкој, умеренијег је тона него адреса, и његови проосећани изрази изгледа да су дирнули цара. Никола им одговара једним спремљеним говором.
Адреса од 26. маја/8. јуна последњи је заједнички корак чланова земства, уставотвораца и монархиста, јер објава нацрта Буљигинове Думе завршава одвајање коалиционаша. На конгресу представника општина и земства, који заседава у Москви од 19. јула/1. августа до 21. јула/3. августа, Уставотворци гласају за нацрт Устава, састављен од С. А. Мурамцева. Што они ипак решавају да учествују у гласању за Буљугинову Думу, само је зато да би наставили борбу, да траже право Думе да доноси и изгласава буџете, да траже јавне слободе и опште право гласа. Како сматрају да је потребно да ступе у везу са народним масама и да се јаве на изборе са једним заједничким и потпуним програмом, они решавају да образују политичку странку, уставотворну и демократску. Трепов је узалуд изјављивао да је тај конгрес незаконит и наређивао полицији да га растури; конгресисти одбијају да га послушају. На следећем конгресу — последњем званично одобреном с обзиром на изборе у Думи, — који се одржава отворен од 25. септембра/8. октобра до 28. септембра/11. октобра, примљене су главне тачке програма будуће уставотворне-демократске странке, зване „кадети”.

### Нереди и револуционарни штрајкови
Још више су задавале бригу револуционарне манифестације, које се од почетка 1905 шире по целој земљи, у најразличитијим социјалним срединама. У градовима оне се појављују најчешће у облику штрајка политичког карактера, све више подвлаченог. На све стране штрајкачи траже сазивање уставотворне скупштине, биране општим правом гласа, и чују се све чешће узвици: „Доле аутократија! Живела наоружана побуна! Сутрадан по „црвеној недељи” избијају штрајкови у пограничним покрајинама: у Пољској, у балтичким земљама, на Кавказу, нарочито у Варшави, Риги, Ревалу, Вилни, Тифлису. Занатлијски еснафи, мање напредни, као хлебари, обућари, кочијаши, мале занатлије иду за примером фабричких радника. У фебруару талас сеоских побуна, започео у Курској губернији, шири се по целој Русији. Тактика побуњеника мења се према локалним тежњама сељака. Негде грабе жито или стоку од сопственика земље, секу им шуму, ору њихова поља, негде чак гоне власнике са имања и пале им куће. На другом месту одбијају да плате порез и гоне локалне власти. Власти шаљу војску и козаке у помоћ сопственицима; немилосрдно угушивање побуна појачава огорченост сељака против племића и аутократије. Помоћу радника, сељаци се сакупљају на конгресе и оснивају, крајем јуна, савез панруских сељака, чији други конгрес у новембру окупља 187 делегата сељака, вероватно изабраних неправилно, често чак и на основу фиктивног гласања, али који ипак долази из двадесет губернија.
Ако политичка пропаганда дотле није дирнула војску, од 1903 почиње да се увлачи прво међу морнаре, свесније него сувоземна војска. У лето 1905, посада са неколико бродова Црноморске флоте задобијена за револуционарни покрет, иде дотле да припрема план за побуну ескадре у Севастопољу. 27. јуна/10. јула једна случајна прилика — рђава храна — изазива побуну морнара на оклопњачи „Потемкин-Таврическиј.” Побуњеници одлазе на своме броду у Одесу, где су били крвави сукоби између радника штрајкаша и војске. Социјал-демократа Фелдман предлаже морнарима да се искрцају и да ту направе, под заштитом моћних топова са „Потемкина-Тавричевског”, центар борбе против аутократије. Али посада није толико зрела да би могла да оствари тај план; не може да се реши да се искрца и чека да се цела ескадра из Севастопоља придружи „Потемкину-Таврическом”. Ова се збиља појављује пред Одесом 30. јуна/13. јула, али само торпедњача „Георгије Побједоносцев” прилази побуњеницима. Али већ сутрадан морнари са „Георгија Побједоносцева” одвајају се и решавају да се врате у Севастопољ и предају. Они са „Потемкина-Таврическог” не могу ни мислити на предају, јер су убили више својих официра у почетку побуне, и избацили више метака из топова на Одесу. Саветује се њиховом шефу, матрозу Матјушенку да се управи на Румунију. У Констанци румунске власти предлажу им да се предаду, обећавајући им слободу. Они не пристају и одлазе у Теодосију да би се снабдели животним намирницама и горивом. Али у Теодосији војници пуцају на делегате са торпедњаче и заробљавају Фелдмана и неколико других вођа побуне. 19. јула „Потемкин-Таврическиј” враћа се у Румунију, и два дана доцније предаје се румунским властима.
Да би зауставила револуционарни покрет, влада би требало да дâ озбиљне уступке. Али још није за то расположена. Пошто је био изучаван од Министарског савета, нацрт Буљигинове царске Думе дискутован је у Петерхофу, на скупу коме је председавао цар и коме су присуствовали и велики кнежеви. У току дискусије цар и његова околина јасно показују да имају више поверења у сељаке, сматране као верније, него у племство, осумњичено да је задобијено за политичке идеје интелектуалаца. Најзад, прима се посредно право гласа и подела гласача на три групе: сељаци, велепоседници и варошки грађани, који учествују узајамно са 43%, 34% и 23% од гласачког тела. Манифест од 19. августа, који објављује стварање Думе разочарава толико мњење да се забрањује, под претњом хапшења, да се јавно дискутује о политичким проблемима. Одузимајући опозицији сваку наду на споразум са властима, оне је гурају дефинитивно на револуционарну страну.
У борби која је све живља, група екстремиста или бољшевика социјал-демократије игра важну улогу. Од њеног трећег конгреса, одржаног у Лондону од 25. априла до 27. априла/10. маја, она је прво решила да учествује у изборима за Думу да би организовала одржану побуну и да помаже победу једне грађанске републике, у нади да осигура улазак својих представника у привремену владу која ће следити за проглашењем републике. И ако је била пристала да помаже средњи сталеж „онолико дуго колико буде уз револуцију, или бар само уз опозицију, „та група је била решила да упозна раднике о „антиреволуционарном и антипролетерском карактеру покрета демократске буржоазије”. Али после манифеста од 19. августа, она се не ограничава само, као демократска буржоазија, да не признаје Думу, она решава да бојкотује изборе. У септембру, она почиње да примењује паролу: „Организујмо револуцију!”, коју је био бацио нешто раније 22. јануара социјал-демократа Парвус. Тај Парвус покушава да групише делимичне радничке штрајкове и да припрема општи штрајк. Од јесени пропаганда међу радницима огромно је олакшана, када су студенти користећи се аутономијом универзитета, отворили универзитетске амфитеатре за народне митинге, и он их трпи под условом да се не продужавају на улици. Скупови постају све многобројнији, говори све више одушевљени и предлози све револуционарнији. Покушај општег штрајка типографских радника у Москви успева потпуно; листови не излазе од 15. до 31. октобра и Петроградски типографски радници од своје стране из солидарности штрајкују три дана. У Москви је створена, у сарадњи са социјал-демократијом, прва организација уједињених радника: „совјет” посланика типографских и литографских радника.
Штрајк типографа није био довољан да оствари општи штрајк. На против, штрајк жељезничара, заустављањем саобраћаја и веза, који би паралисао живот земље и омео мере власти, био би способнији да у томе успе. Да би га предупредило влада сазива у Петрограду 16. октобра конгрес железничких службеника, под изговором да траже поправку својих материјалних услова. Али 22. октобра тај конгрес тражи политичка права која захтева цела земља: укидање опсадног стања и смртне казне, личну слободу и све политичке слободе, право националних мањина да сами располажу собом, сазивање уставотворне скупштине и некажњивост штрајкача. На глас да су похапшени делегати, службеници железнице Москва—Казан ступају у штрајк. За три наредна дана штрајк осваја целу железничку мрежу Москве, и веза са Петроградом је прекинута 24. и 25. октобра.
У разним центрима државе појављују се у исто време извршне организације, комитети за штрајкове, савезни савети, совјети радничких изасланика. Од свих тих организација најважнија је совјет петроградских радничких изасланика, који се састаје први пут 26. октобра. Он није, као што га дефинише Лењин у новембру „ни раднички Парламент ни независна пролетерска организација, већ борбена организација, са унапред одређеним циљем”. Његова намера је остварење бољшевичке пароле: оружана побуна, привремена влада, демократска република и уставотворна скупштина. Општи штрајк за њега је само средство за борбу против аутократије; он почиње одмах да оружа раднике, да организује „борбене батаљоне”. Политичка тражења која упућује влади иста су као и типографских радника.
У истоме часу, конгрес чланова земства и Савеза за ослобођење одржава се у Москви, са циљем да организује странку народне слободе, уставно-демократску страну, звану „кадет”. „Кадети” признају тежње штрајкача: брзо успостављање јавних слобода, слободу збора и уставотворну скупштину, бирање посланика општим једнаким правом гласа, непосредним и тајним, општу амнестију политичких криваца; дакле, њихове тежње исте су као „совјета”, само не пристају на оружану побуну.

## Манифест од 30. октобра 1905.
Влади није више могуће да силом уништи револуцију, која је већ пољуљала снагу аутократског режима; гарнизони су слаби и мало сигурни, а активна војска није се још вратила из Манџурије. Ни стварни диктатор, Трепов, не безначајни људи какви су остали министри, нису у стању да умире земљу. По општем мишљењу званичног света само један човек може то да успе. То је Вите, који, зато што је закључио Портсмутски мир, добио је титулу грофа и враћа се из Америке као победник. И Никола II пристаје да прими њихово мишљење.
Дана 22. октобра Вите предаје цару једну представку у којој изјављује да треба изабрати једну од две могућности: или васпоставити јаку диктатуру да би се угушила буна, или „подарити установе и признати уставну организацију која би одговарала политичким жељама јасно израженим од већине руских друштава и која би стварно јамчила солидност грађанских слобода народу. Он не крије да прва солуција њему не даје никакав изглед на успех, а на другој нарочито остаје, на ономе што он назива: „Законити ред” из страха да изговори реч „уставност”, која је одвратна цару. Да би се поставио тај ред, он мисли да треба дати јединство владином делу и дати доказа потпуне искрености у остваривању обећаних реформи, осигуравајући слободу избора у царској Думи, имајући поверења у народно представништво и поштујући његово достојанство. Одмах, присни пријатељи двора раде на томе, да акт који би дао слободе не буде потписан од Витеа; доброчинства додељена народу од цара, тврдио је Трепов, има да буду објављена у манифесту самога цара, да би тако подигла и његов престиж. И цар је за то, и тражи од Витеа нацрт манифеста. Тај нацрт њему је предат у Петерхофу 28. октобра. Како му се не допада, он одређује Горемикина и Барона Будберга да саставе два друга у којима више није реч о давању права законодавства Думи и који, у место да овлашћују владу да бди на увођењу обећаних слобода, објављују само давање права слободе народу — жели се, као што му је казао Трепов, да слава тога давања права озари цара, а не „председника будуће републике”, како већ зову грофа Витеа на двору. Вите, коме цар шаље оба нацрта, одговара да писац примљеног нацрта треба да се именује за председника савета. Како у то време влада општи штрајк, он је потребан на двору и 30. октобра поново је позван у Петерхоф. Цар је увек неодлучан, али велики кнез Никола Николајевич, престрављен железничарским штрајком и уплашен идејом да ће бити наименован за диктатора, прети да ће се убити ако цар не потпише манифест састављен од Витеа. Тада се цар решава и потписује манифест 30. октобра.
Овај манифест, који без обзира на многе непотпуности, отвара прву пукотину на апсолутној власти царевој, и због тога Никола неће никада опростити Витеу што га је терао да потпише, — „намеће влади дужност да изврши чврсту вољу цара”: 1) „да уступи народу сигурну грађанску слободу, основану на стварној личној слободи, слободи савести, слободи речи, збора и удруживања”; 2) да „призна непоколебљиви принцип којим никакав закон не може ступити у важност без одобрења царске Думе, и да осигура изабраницима народа могућност да стварно саучествују у контроли законитости дела „власти”; 3) „дозволити да учествује на изборима Думе — не одлажући већ заказане изборе и у колико престојећи сазив Думе то буде дозвољавао —: класе народне, које су до сада биле потпуно лишене права гласа, остављајући новом изборном закону бригу да развије принцип општег права гласа”.
У своме извештају, објављеном у исто време кад и царски манифест, Вите подвлачи услове помирења власти и народа. По његовом мишљењу нереди нису ни ефекат пропаганде екстремиста, ни последица местимичних недостатака режима, већ резултат „жеље целога рускога друштва да добије законски поредак основан на грађанским правима”. Не чекајући да Дума озакони ново стање ствари, потребно је одмах остварити главне принципе „слободу штампе, савести, збора, удруживања и личну слободу”, као и једнакост свију грађана пред законом „ма које били вере и националности”. — „Влада ће затим имати за дужност да постави законски поредак, сагласан јасно израженим политичким жељама већине у земљи”. Како је немогуће да земља од 125 милиона становника који припадају разним народностима, прими и прилагоди се одједном принципима новога облика владавине, то је „неопходно потребно створити једну владу хомогену и са истим циљем”. — „Влада не треба да прави сметње решењима Думе.” — „Пословник Думе може се мењати и допуњавати, уколико се буду појавили њени недостаци, а и према потребама.” — Исто тако је неопходно увести у царски савет изабране чланове како би се остварили „правилни односи између те установе и Думе.” — Најзад, да би се оствариле све ове мере, треба, борећи се против „свих радњи које отворено прете друштву и држави, ослонити се на закон и на присну везу са умереном већином друштва”, и показати се „веран и искрен” у примењивању нових закона. Очевидно, Вите намерно подвлачи све шупљине режима. Како ниједан услов који он набраја неће бити остварен, његов извештај објашњава унапред зашто манифест од 30. октобра није донео смирење.

## Од манифеста од 30. октобра 1905 до састанка Думе
Док широка маса поздравља са одушевљењем манифест од 30. октобра, и политички реални људи дочекују га са обазривошћу, њима насупрот, ултра-реакционари и револуционарне партије нападају га из разних разлога, али са подједнаком енергијом. Период времена између објаве и састанка прве царске Думе испуњен је њиховом огорченом борбом.
Опозиционе партије које су дотле биле спојене да би се бориле ради заједничког циља, пропасти аутократије, одвајају се чим су отеле од цара прве озбиљне повластице. Свака од сада гледа да сама оствари своје циљеве: најумеренији се задовољавају једном саветодавном скупштином; други захтевају прави уставни режим; социјалисти прижељкују демократску републику и препоручују оружани устанак радника; сељаци, мало захваћени пропагандом, остају у страни од политичког покрета и задовољавају се добијањем земље од племства; влада наставља да их сматра као верне припаднике аутократије. Али насупрот свему томе, противницима реформи враћа се храброст и удружују се. Индустријалци напуштају политику либерала, коју су дотле помагали, кад се радници удружују против њих, као представника капиталистичког режима. Сељаци тероришу племство одузимајући му земљу, нападајући замкове и њихове становнике, али готови су увек да се с племством споразумеју, као што и чине по цену тешких жртава чим „власт одлази”, а које племство узима себи натраг чим се „власт поврати”. Племство организује брзо одбрану својих привилегија, стварајући Савез племства, који групише најреакционарније међу својим припадницима. Тај савез искоришћује што има још верности према цару у најназаднијим слојевима сеоског становништва, код малих занатлија, на пример; међу њима регрутује чланове за једно удружење отворено монархистичко, Савез рускога народа уз сарадњу полиције и новчану помоћ владе, племство покреће против револуционарног покрета отворену борбу, у току које развија националистичке и антисемитске инстинкте, и иде до терористичких поступака. Уколико се контра-револуционарне снаге организују, цар заборавља своје бриге, и влада поново узима свој ранији став. Никола II каје се што је попустио, и гроф Вите чини му се све више и више потребан. Уочи сазива прве Думе, када му је Вите набавио новац и трупе које су му биле потребне да би се могао одупрети, он се осећа довољно јак да може лако да ступи у борбу са народним представништвом, које је сам позвао.

### Устав радног кабинета Вите-а.
Пошто је објавио манифест 30. октобра, цар по потреби поставља Вите-а за председника министарског савета. Због тога мора да отпусти своје раније саветнике. Буљигин радо одлази, чак са највећим задовољством. Никола, чија је незахвалност према својим верним службеницима главна црта његовог карактера, раставља се врло хладно са својим некадашњим учитељем, Побједоносцевим, главним идеологом аутократије; али, он неће да се лиши услуга диктатора тога времена, ђенерала Трепова, главнога кривца, међутим, за немоћ владе пред народним устанком. Никола га уклања са места генерал-губернатора Петрограда и помоћника министра унутрашњих дела, и поставља га, не обавештавајући Вите-а, у своју најближу свиту као команданта двора Петерхофа. Замењујући Петроград где бесни револуција за мирну царску резиденцију, Трепов још више повећава свој утицај на цара, на кога се не може много утицати ако се не види стално. Од сада, Никола ће све видети кроз његове наочари, а царица због успомене на услуге које је учинио као сарадник великога кнеза Сергија у Москви, према њему гаји исто поверење. Вите је зато казао у својим успоменама: „Углавном, Трепов је постао неодговорни шеф владе, а ја одговорни председник владе, и то још без утицаја.”
Омрзнут од царскога пара с једне стране, Вите не може, с друге стране, да рачуна на подршку припадника реформи. Ови последњи знају колико су двосмислене и слабе слободе дате од цара. Они исто тако знају да присуство Вите-а на власти није довољна гаранција, да ће се влада старати да „верно и искрено” спроводи развијање политичких слобода, проширење права гласа и повећање права Думе. Верни слуга Александра III и убеђени монархиста, Вите очигледно није најпогоднији за председника једног уставотворног кабинета. Отуда, он узалуд позива у почетку новембра либералне шефове да уђу у његов кабинет. Он позива прво у Петроград два делегата за конгрес земства, кнеза Г. Е. Лавова и младог Ф. Кокошкина, који захтевају да уставотворна скупштина, изабрана општим правом гласа, припреми Устав. Пред овим захтевом он се окреће на десно крило конгреса земства, ка А. Ж. Гучкову, Д. Н. Шипову, Станковичу, кнезу Трубецкоју, којима тражени услови од Лавова и Кокошкина изгледају пренагљени, па чак и револуционарни. Али он намерава да узме у свој кабинет у исто време кад и њих, као шефа полиције, старог реакционарног бирократу Р. Н. Дурнова. Ниједан либерални политички шеф не може да пристане да ради у заједници са Дурновим, кога је некада Александар III отерао са положаја шефа полиције, говорећи: „У року од двадесет четири часа ослободите ме од тога бедника!” После Станковича и Е. Трубецкоја, Гучков и Шипов извлаче се, наводећи између осталога да нису представници мишљења већине у земству. Најзад Вите решава да састави један привремени „радни” кабинет, са министрима који се нису компромитовали у својој ранијој каријери.

### Црне центурије и погроми
Убрзо се опажа да се стварна власт измиче из руку грофа Вите-а. Првих дана занесености иза 30. октобра многобројне поворке и митинзи организују се по свима варошима у Русији; развијају се црвене заставе, пева се Марсељеза; млади говорници држе ватрене говоре. Али те мирољубиве демонстрације опште радости су одмах обојене крвљу.
Чим је објављен манифест, Савез рускога народа груписао је представнике крајње деснице. Њен вођа, Доктор Дубровил организује, под заштитом Дурнова, и са подршком великог кнеза Николаја Николајевича, са којим је овај имао личне састанке, контра-манифестације које пролазе улицама певајући: „Боже, цара храни.....” носећи националне амблеме, иконе и слике Николе II.
У тучама, које се догађају између двеју група манифестаната, полиција помаже „црне центурије” (стотине), — име дато контра-манифестантима монархистима и националистима. Ови су увек имали за дужност да упуте мржњу гомиле против Јевреја, које су оптуживали да су криви за револуцију и гужве су се увек претварале у погроме. Само у недељи која је следовала 30. октобру, рачуна се да је било 100 погрома за које је време убијено 3.000 лица и око 10.000 рањено. Најстрашнији погром догодио се у Одеси: трајао је четири дана, скоро 5.000 лица, људи, жена, деце били су убијени, а више од 1500 станова опљачкано. Сарадња полиције у погрому је очевидна, и истрага то потврђује. У самој управи полиције, на очиглед шефа, команданта ескадрона Комисарова, штампани су, на машинама узапћеним од републиканаца, позиви на погроме, који су се обилато раздавали по унутрашњости Русије. Кад је то Вите дознао и саопштио цару, приметио је да је Никола знао за то. После погрома у Гомелу, на једном рапорту који оптужује једног жандармеријског официра Подгоричанина, Никола II је духовито забележио: „зар се то мене тиче?” Црне центурије имале су прећутно одобрење цара.

### Побуне у Кронштату и Севастопољу и растурање совјета у Петрограду
Совјет радничких представника у Петрограду, уверен да штрајк нема изгледа на успех решава 31. октобра и 19. октобра — 1. новембра, да га прекине 21. октобра — 3. новембра у подне. У исто време он решава да настави борбу за добијање уставотворне скупштине. Он усваја као средство акције, оружање пролетаријата и стварање народне милиције, са укидањем полиције и повлачењем гарнизона из вароши. Они траже још општу политичку амнестију о чему манифест није рекао ни речи, али декрет 22. октобра — 4. новембра доноси само делимичну амнестију. Лево крило социјал-демократије врши припреме за оружану побуну, и у више вароши на Југу појављују се барикаде већ од 30. октобра. Али, како су раденици још врло рђаво наоружани, совјети морају да коче свој борбени полет. 29 и 30. октобра — 11 и 12. новембра они покушавају да добију непосредном акцијом, слободу говора и штампе, и осмочасовни радни дан. Али индустријалци, који су до тада били неутрални према политичкој акцији радника, одбијају тражење осмочасовног рада, претњом lock-out, и како почињу своју претњу да приводе у дело, совјет мора да одложи остваривање својих жеља. Рад се наставља под истим условима као и пре.
Бољшевици терају још енергичније совјете на припреме оружане побуне. Од 26 до 28. октобра — од 8 до 10. новембра, под утицајем социјалистичке пропаганде, избија побуна морнара и војника у Кронштату. Рђаво организована брзо је угушена пуковима Гарде, дозваним из Петрограда; 1200 морнара је ухапшено и проносе се гласови да ће бити изведени пред ратни суд. Истога датума, због радничких штрајкова, опсадно стање објављено је у Пољској. Да би помогли морнаре у Кронштату и пољске раднике, совјет из Петрограда наређује нови политички штрајк од 15. новембра. Ова демонстрација открива само потпуни расцеп између умерене опозиције и револуционара, као и замор радничке класе. Чисто политички штрајк био је пропао. Совјети журе да га прикажу као искључиво демонстративан и обустављају га 20. новембра, с обзиром на одлучујућу борбу „која се припрема”. У осталом, влада званично изјављује, да морнари из Кронштата неће бити изведени пред ратни суд и да је опсадно стање укинуто у Пољској. Кадетска партија, која је подржавала октобарски штрајк, изјављује да је овај последњи велика тактичка и политичка грешка. Вође совјета тврде да је он напротив„уздрмао први пут из обамрлости војничке масе”, и припремио за успех наоружану побуну.
Побуна посаде флоте из Севастопоља, која избија 24. новембра изгледа да им даје за право. Морнари бирају „совјет морнарских представника”, разоружавају официре, терају их са бродова и из касарни. Као у Кронштату, и као ранија побуна. на „Потемкину-Таврическом” ова побуна нема политички карактер; она је само израз незадовољства морнара, због наметнутих тешких услова за живот. Уопште, побуњеницима недостаје организација, а и немају израђена политичка уверења, док војници пукова у вароши нису их хтели помагати. Побуњеници поверавају вођство поручнику Шмиту, „великом ентузиасти умерених тежњи”, припаднику „кадета”, и веома омиљеном код морнара. Шмит се прима вођства, али под условом да се не пролива крв и да се додају уз професионалне захтеве и националне тежње за једном уставотворном скупштином. У међувремену, власти разоружавају сумњиве бродове и адмирал Чукнин посећује лично ескадру, опомињући морнаре да остану верни заклетви коју су дали. 27. новембра увече, Шмит одлази на брод „Очаков” са намером да постане господар целе ескадре. Али осим „Очакова” још само седам или осам бродова истичу црвену заставу. При свем томе, у име ескадре црнога мора, Шмит телеграфише цару и тражи сазивање Уставотворне скупштине. 28. новембра, у три часа после подне, обалске батерије и топови са бродова који су остали верни влади, бомбардују „Очаков”, кога киша граната и метака онеспособљава за борбу. Шмит покушава да се спасе пливањем, али ухваћен, буде одведен у тврђаву „Очаков”. Тек у фебруару 1906, један суд, веома пристрасан, осудио је тога доброг човека на смрт. Његово погубљење 18. фебруара 3. марта 1906, на острву Березану, учинило је врло мучан утисак на руско јавно мњење.
Догађаји у Севастопољу привлаче најзад пажњу власти на совјете радничких представника, те „друге владе”, како је иронично назива Суворинов реакционарни лист „Новое времја”. Њихови неуспеси ослабили су њихов морални ауторитет. Вите се решава да га заврши. 26. новембра/9. децембра, он хапси председника совјета Хозар-Кусталева. Неспособан да изазове нови штрајк или оружану побуну, совјет предаје своје дужности једном проширеном егзекутивном комитету. 15. децембра тај комитет објављује свој протест, у облику „финансијског манифеста”, у коме позива свет, да би се убрзало финансијско банкротство владе, да не плаћа порез, да повуче новац из штедионица и Државне банке тражећи новац у злату. То је Витеа било дирнуло у најосетљивије место, јер је он баш тада био у току преговора за зајам у иностранству. Зато енергично реагира одмах, обуставља листове који су били принуђени да објаве манифест и оптужује суду њихове директоре; 18. децембра, он хапси у локалима Удружења слободне економије све чланове совјета, две стотине тридесет на броју.

### Побуне у Москви
Хапшење радничког совјета у Петрограду није сломило револуционарни покрет, већ га је распламсало. После побуне у Севастопољу, немири су се раширили по земљи: у војничким гарнизонима у Кијеву, Јекатеринодсру, Елизабетпољу, Курску, Ломши, Москви; по селима, где су сеоске побуне многобројне; у радничким центрима по провинцији, где су се појавили совјети радничких делегата. Један совјет је 5. децембра сазван у Москви од „федеративног комитета” револуционарне партије. После хапшења петроградског совјета, Москва је преузела управу револуционарног покрета.
Московски совјет је 19. децембра решио да се одупре хапшењима у Петрограду општим политичким штрајком, који ће почети сутрадан и треба да се претвори у оружану побуну. Делегати двадесет и девет жељезничких линија, сакупљени на конференцији у Москви, пристају на то решење. „Борбени батаљони”, састављени од бољшевика, има да раде на томе да повуку за собом војнике. Вите, обавештен већ одавно да се спрема оружана побуна у Москви, тражио је да му се на време тамо пошаљу трупе из Петрограда, и поставио је за генерал-губернатора вароши адмирала Дубасова, познатог са своје енергије. Дани 20. и 21. децембар пролазе доста мирно. Али 22. децембра трупе опкољавају Фидлерову школу где се скупљају „борбени батаљони”, и на њихово одбијање да се предају, оне их бомбардују. Истога дана, штрајкачи почињу да подижу на брзу руку барикаде по улицама и гвозденим жицама да спречавају приступ. Али не примају борбу на својим слабим барикадама и беже на прво приближавање трупа. Ноћу борба постаје живља. „Борбени батаљони” пуцају са прозора и кровова кућа на полицију и козаке који покушавају да поруше барикаде. Дубасов, који не верује много у трупе из Москве, чека долазак Гарде и пази нарочито на Петроградску жељезничку станицу. Од 24. децембра, са остатком својих трупа он осваја разне квартове вароши. 28. децембра, најзад, стиже Семеновски пук, под командом пуковника Мина и потпуковника Римана. Они нарочито шаљу своју „казнену експедицију” против железничара московске околине, и стрељају чиновнике и железничке раднике. Један московски кварт, Прешња, брањен од 200 до 300 радника, даје владиним трупама очајан отпор. У ноћи 30. децембра, тај кварт је опкољен и бомбардован, али радници се још бране. Тек 2. јануара 1906, побуна је била потпуно угушена. Петроградски револуционари, исцрпљени својим ранијим борбама, нису дошли својим друговима у помоћ.

### Изборни закон од 24. децембра 1905.
Иако угушена побуна у Москви није била крај метежима у провинцијама, главни штаб револуције је савладан. Али требало је припремати сазивање Думе. Манифест од 30. октобра обећавао је делимичну ревизију изборног закона да би се повећао број бирача. Опште право гласа било је удружило много приврженике. Чак и умерени политички људи тражили су га са много наваљивања. Шта више, и владајуће сфере, које су дубоко веровале у верност сељака, а и конзервативци, били су готови да пристану на то, у нади да ће се гласови интелектуалаца које су мрзели, утопити у огромној маси сељака. Шипов и Гучков били су се сами понудили да раде на нацрту закона о општем праву гласа.
Али Вите има свој лични пројекат, који задржава начин групног гласања, проширујући удео радника и малих закупаца. Почиње нова дискусија на нарочитом скупу, коме је председавао цар, између присталица за групно гласање и за опште право гласа. Вите брани енергично свој пројекат, који је најзад примљен. Нови изборни закон објављен је 24. децембра 1905, и 25. фебруара 1906, датум састајања Думе одређен је за 10. мај 1906.
Закон од 24. децембра не мења ни најмање предвиђени начин гласања за „Буљигинову Думу” у изборном статуту од 19. августа 1905. гласачи су подељени на три групе или курије: земљопоседници (већином племићи), варошки гласачи и сељаци. Избори имају два ступња, па чак и четири за сељаке: гласачи из прве курије, на броју 1918 за 51 провинцију европске Русије, изабрани су од изборних скупова дистриката, они из друге курије, на броју 1.344, изабрани су од изборних скупова варошких; они из треће курије, делегати сељака, на броју 2.474 изабрани су од изборних скупова дистриката, самих бираних на другоме ступњу од својих бирача (волост). Сви ови гласачи скупљају се у провинцијалне скупове. У свакоме од ових скупова „делегати” сељака бирају прво, сами, свог посланика за Думу — има свега 54 посланика сељака, — затим сви гласачи бирају остатак провинцијских посланика, чији број, пропорционално броју становништва, мења се од 1 до 15 — има их за свега 330 места —, и 26 великих градова именују засебно 28 посланика. Дакле 412 посланика Европска Русија шаље у Думу, која има још посланике и за Пољску, Сибир, Кавказ и неколико других области Русије.
Насупрот свему овоме, нови изборни закон мења изборно правило. Према статуту од 19. августа, да би се било гласач на првоме ступњу треба не само имати 25 година, већ задовољити и следеће услове: у дистрикту имати непокретно имање разне величине — од 100 до 600 дециатина — или ма какво друго имање у најмањој вредности 15.000 — рубаља; у варошима, плаћати најмање 50 рубаља пореза или бити власник једне куће или закупац стана вредности 1500 рубаља. Од сада имати ма какво имање, плаћати ма какав порез, имати закупни уговор ма каквог стана за једну годину довољни су. Поред тога, радници добијају право да гласају у својој засебној курији, и њихов представник учествује, у провинцијским скуповима, у избору посланика за Думу. У пркос тога проширења права гласања, закон од 24. децембра многима изгледа врло мало либералан, нарочито социјалистичкој странци који остаје при своме решењу да бојкотује изборе.

### Сукоб између цара и Витеа.
Од обнародовања манифеста 30. октобра и наименовања Витеа за председника министарског сената, царево расположење много се изменило. Јануара 1906 он прима делегацију Савеза рускога народа, која му представља доктора Дубровина, и удостојава их да прими, за себе и царевића, знаке чланства црних центурија, које су му ови понудили. Како га ови моле да сачува нетакнуту аутократију, он им обећава да ће ускоро „сунце истине заблистати по руској земљи.”
Овај преокрет га доводи у противнички став у више махова у почетку 1906 према своме председнику министарског савета.
Био је последњи тренутак за смиривању духова. Најокорелији конзервативци, као Трепов, били су сложни у признању да треба експроприсати делимично велика непокретна имања — од којих су сељаци уосталом већ узели известан део земље, — ако им се жели сачувати остатак имања или осигурати им одштету. Ово мишљење хтео је Вите да оствари преко министра Кутлера, врло доброг познаваоца аграрног питања, и наложио му је да спреми пројекат закона експропријације. Док је Кутлер радио на томе закону, паника која је раније била овладала племством, стишала се. И сада власници имања видели су у Витеу и Кутлеру само револуционаре, који су их хтели да опљачкају. Вите одмах обуставља припремање пројекта за експропријацију, али није могао потпуно да спречи оговарање. Утицајни племићи пожале се цару. Никола одмах раздвоји Витеа од Кутлера, и овај последњи би смењен у фебруару, не добивши уобичајену накнаду, т. ј. улаз у Царски савет или у Сенат.
Рђаво расположење царево према Витеу, подстицано жалбама племства, примећује се све више и више. На наваљивање деснице Никола мисли да уведе у кабинет Кривошајна и Рухлова. 25. фебруара Вите пише цару да неће моћи да брани пред Думом и измењеним Царским саветом предузете мере по његовој вољи и без његовог (Витеовог) пристанка, и моли га да не мења министарски кабинет пре састанка Думе. Што после овога писма, као што примећује у својим Мемоарима, он остаје још два месеца и против цареве воље на власти, то је само зато што имају потребу за њим. У несташици новца и војске, „ситуација остаје неизвесна”. Када „буде закључио велики зајам у иностранству и осигурао брз повратак трансбајкалских трупа” и када се сазове Дума, моћиће се и без њега, јер „ма која било будала изаћи ће онда на крај са револуцијом.”
Убеђен да ће војска из Манџурије бити, по своме повратку у Русију „елеменат реда”, он ради свим силама да убрза њен повратак. Отуда, када дозна да је, од 30. октобра „заражена револуционарном духом”, он узима на себе да нареди ђенералима Рененкамфу и Мелер-Закомелском да предузму експедицију у Сибир. Ова експедиција пошто је у фебруару угушила побуне на најнемилосрднији начин, васпоставља на Трансибирској жељезници нередима прекинути саобраћај и омогућава да се брзо изведе повратак трупа из Манџурије. Насупрот томе, без његове воље, шаље се на Летонске сељаке, побуњене против немачких племића, ђенерал Орлов, љубимац царичин, и на подстрек самога цара притисак у Ливонији добија необично свиреп карактер. Погубљења, протеривања сељака, претреси, хапшења, притисак на све могуће начине, све су чешћи по целој Русији у почетку 1906, и сведоче прогрес реакције. Они не воде смиривању. Отуда, социјалисти-револуционари, који су одржали свој конгрес од 24. до 30. јануара, одговарају серијом атентата, крунисаних успехом, против владе и чиновника полиције.

### Закључење зајма у Француској.
Чим је постављен за председника министарског савета, Вите је мислио да закључи зајам како би учврстио монетарну циркулацију, којој је претило рђаво стање јавних финансија. Према свом личном признању, он се жури да преговара пре сазива Думе; он неће да се о томе дискутује на трибини из страха да посланици не направе алузије на ужасе рата, и да „банкари не поставе горе услове и да влада у потреби за новцем, не изгуби слободу акције.” Он започиње преговоре са француском владом и француским банкарима за закључење зајма од 2.250 милиона франака са 6% интереса. Француској је потребна подршка Русије на конференцији у Алжезираку. И ако је француско мњење свесно опасности, која прети од Думе, ако се зајам да пре њеног састанка, Рувие ће ипак исплатити зајам на тражење Витеа, под условом да Русија помаже Француску у мароканском питању; он обећава да отвори упис зајма чим погодно решење буде за Француску изведено у Алжезираку. Али мароканска конференција се одуговлачи, и наследник Рувиеа, Поенкаре брине се да зна да ли руска влада има права да направи зајам без интервенције Думе. Виљем Други, бесан против Витеа, који је помогао да се поквари споразум руско-немачки у Бјерксу, забрањује немачким банкарима да уписују овај руски зајам. У Америци, Морганова банка следи његовом примеру. Ипак, 18. априла 1906, три недеље пре састанка Думе, уговор о зајму је потписан. Руска влада има од сада могућност да води рат против Думе.
Припремање „основних закона”. — Манифест од 30. октобра био је само обећао, а да не оствари постављење новог политичког режима. Остало је да се обећање претвори у стварност. По већ традиционалној идеји руских интелектуалаца, примљеној од нових левичарских политичких партија, Уставотворној скупштини, изабраној општим правом гласа, припадало је право да обнародује уставне законе. Конзервативци и реакционари подржавали су, на супрот, идеју да ништа не треба да буде измењено према некадашњој организацији икао верују да нови режим треба да буде октроисан од старог режима, како би се све мере сигурности могле предузети за одбрану Суверенових прерогатива од претензија народног представништва које ће се сакупити.
У том смислу он припрема пројект „основних закона” позајмљен од најконсервативнијих примера — Устава Пруске, Аустрије и Јапана, — кога је био спремио државни секретар барон Укскул и једна комисија, којој је председавао гроф Солскиј, а за чију се иницијативу дугује ђенералу Трепову. Он га налази сувише либералног, и предлаже разне амандмане намењене да одрже све прерогативе цара у случају рата и спољне политике, да прошири знатно његову моћ уредаба и његово дискреционо право у административном смислу, да ограничи преимућства Думе у буџетском домену и да одбаци принцип одговорности министра пред народним представницима, примљен од комисије Солскиј. Пошто је успео да му све измене прими министарски савет, он подноси цару свој дефинитивни пројекат 20. марта/2. априла 1906. Десетак дана доцније, тај пројект је испитиван од једног скупа веледостојника царства и великих кнежева, под председништвом Николе Другог. У току дискусије, Горемикин брани тезу да треба забранити Думи да се изјашњава о експропријацији племићке земље у корист сељака, а ако ипак пређе преко тога, да се растури. Вите се противи са горчином, како да се тако може поступити са Думом.
У исто време док се раде „основни закони”, два врло важна указа објављена истога дана, 20. фебруара/5. марта, мењају организацију и пословник Царскога савета и Думе. Први указ додаје броју Царскога савета, именованом од стране цара, и чланове изабране од свештенства, племства, земства, универзитета, трговине и индустрије, и Царски савет постаје Горњи дом, са правом законодавне компетенције равне Думи, чије пренагљености може да спречи, и да јој кочи реформаторску активност. Други указ, иако даје Думи више права него пројект од 19. августа 1905, ипак граничи њену компетенцију, скучава права њених чланова и уређује њене методе рада.

### Избори за Думу и оставка Витеа.
Упут од 17. фебруара/2. марта бејаше утврдио начин избора; укази од 17. марта бејаху озаконили доста строг начин удруживања и организовање јавних скупова; указ од 21. марта јамчи слободу избора који се има обавити у три датума, 26. марта/8. априла у првој групи губернија, 27. априла у другој групи, и 20. априла/3. маја у трећој.
Супротно предвиђањима владе, видело се, већ од резултата првих избора да сељаци неће послати у Думу послушну већину. Социјалисти бојкотују изборе, и радикална странка тек створена, странка слободе народа, звана „кадети”, добија највећи број изабраних. Све презирање двора пада тада на Витеа, који је хтео изборни закон од 24. децембра, више либералан и слободу избора. Његова ситуација постаје, по самом његовом признању, неиздржљива: „Цар ме избегава”, пише он у својим успоменама, „он се служи изговорима, предузима масу разних мера без мене, па чак без мог знања.” Сматрајући да је његова дужност завршена, пошто је савладао револуцију и закључио зајам, он нуди 27. априла своју мотивисану оставку: не одобрава акцију министра унутрашњих послова, Дурнова, који наставља да угњетава народ пошто је раније угњетавао револуционаре „а то је изазвало већину становника и утицало да се изгласају у Думи екстремистички елементи;” њему није могуће да брани пред Думом дела Дурнова, извршена „без његова знања и насупрот његовог мишљења”, као што „не може да дели мишљење конзервативаца са крајње деснице, од чега је Дурнов у последње време направио политичко вјерују да проблему аграрном, јеврејском, конфесионалном и т. д.; он не одобрава у аграрном питању тактику Горемикина који „унапред утврђује карактер активности Думе”; нападнут слева од револуционара и либерала, „он није подржаван од деснице, од племића и високих чиновника, ултра-конзервативаца, који изазивају своје неповерење према делима, па чак и према намерама људи који им се не допадају”; каква била политика којој би се пришло, измирење или „крајње мере”, он не може корисно да послужи између владе и Думе; најзад, он подсећа да преговарајући за зајам ослободио је Цара од потребе да прави концесије странкама. Ова објашњења, тако ретка у устима једног руског министра, и тако изванредна својом политичком јасношћу и осећањем гордости које их оживљава, нису била написана да оборе предубеђење царево. Цар одмах прима Витеову оставку 29. априла, чије повлачење повлачи и све његове сараднике. — Чак и Дурнову је захваљено.
Горемикин је постао председник министарског савета. П. А. Столипин, који ће први пут играти политичку улогу првога реда, долази на Дурново место као министар унутрашњих дела; Извољски замењује Латедорфа у спољним пословима; В. Коковцев постаје министар финансија; Стишински, приврженик племства и конзервативац, министар пољопривреде и Штегловитов, који је прешао у табор конзервативаца, министар правде, док гроф Ширински-Шихматов, кога је и сам Побједоносцев квалификовао као реакционара, замењује либералнога грофа Обољенског, као генерални пуномоћник Светога Синода.
Обнародовање „основних закона” (27. април/10. мај 1906). — Основни закони, које је Вите скицирао, нису још били објављени, кад је он напустио власт. Обнародовање њихово било је одложено, јер се Трепов, у последњем тренутку, бојао да неће одговорити жељама народа. Он је дао био текст неколицини либералних политичких људи, који су му 18. априла/1. маја сугерирали неколико неопходних исправки. Али дан сазива Думе приближавао се и питали су се већ брижно да неће сама Дума дискутовати о „уставу”. Отуда Вите, и ако повучен са власти, гони Цара да објави основне законе. Никола попушта на његово наваљивање. У последњем тренутку, 27. априла/10. маја, на сам дан сазива Думе, он их обнародује, пошто их је унеколико изменио.
Нове уредбе, створене указом од 20. фебруара/5. марта о организацији и пословнику Горњега дома, као и основни закони објављени 27. априла/10. маја 1906, ударају на то да ограниче права народног представништва.
Ако Дума постаје стварно законодавно тело, пошто ни један закон не може бити објављен ни укинут без њенога учешћа, њена надлежност је чудновато ограничена прерогативима царевим и Горњега дома.
Цар, коме основни закони продужавају титулу „аутократе”, чува и даље врло широке прерогативе. Пре свега, војска и морнарица, и сва питања која су са њима у вези, дипломатија, закључивање уговора, право објављивања рата и закључења мира, све што се тиче наследства престола, на царскоме двору, на имањима Круне, у „апанажама”, тиче се само њега самог. Он задржава и сва права према православној цркви. Он утврђује, по својој вољи, отварање и затварање годишњих заседања Думе; он може чак и да је растури, под условом да одреди, у Указу растурања, датум избора и сазива нове Думе. Он има право, у случају „хитном” — а тај израз „хитно” може бити, као што ће се видети, врло растегљив, сам давати законе између годишњих заседања Думе, али у току од два месеца по отварању парламентарног заседања, он треба да те „хитне законе” преда на одобрење Думи, која може да их одбије. Он има законодавну иницијативу. У правном смислу, оба дома располажу средствима да предузму посредно ту иницијативу; сваки од њих, збиља, има право да предложи предлоге измена у законима, и чак да их својевољно дискутује, кад по истеку једнога месеца министарство одбија да их претвори у законске пројекте, у ствари, то право је сувише посредно да би било ефикасно. У свакоме случају, Дума не може да мења, својом личном иницијативом, ни основне законе, ни изборни закон, који, са своје стране, ни цар не може у осталом да мења без учешћа Доњега дома. С друге стране, Дума има веома скучену финансијску надлежност. Као основу за издатке, она има да узме такву каква је из буџета за 1906; у томе не може ништа да мења, већ само гласањем одвојено, нови закон за сваки параграф који има да се мења. А још она и не зна све редовне издатке. Издаци, звани „загарантовани”, као издаци двора, сервиз ануитета државних дугова итд. изузимају се из њене дискусије. Што се тиче других кредита, који су, већином такви да се не могу тачно одредити унапред, и који се одређују приближно у почетку сваке године, на пример државна режија, она их може одбацити; али, у томе случају, кредити одговарајући ранијем буџету одобрени су аутоматски влади. Она не може, даље, да зна за трошкове рата или за ратне припреме, за трошкове у хитним случајевима, за трговачке уговоре, концесије железницама, за измене царинских тарифа и иностраних зајмова. Најзад, администрација и примењивање закона зависи само од цара коме су одговорни сви чиновници и министри. Дума има право интерпелације против незаконитих и самовољних поступака министара и њихових потчињених, али министри нису одговорни пред њом: интерпелисани министар може одбити одговор, или одложити свој одговор, са месец дана; ако се и после тога рока Дума још увек интересује за то питање и пресуди већином од две трећине министров одговор као недовољан, председник Горњега дома реферише о томе цару.
Царски савет, који је на брзу руку претворен у Горњи дом и који има право, као Дума, да изгласава законе, састављен је тако да кочи вољу Доњега дома. Цар именује половину чланова; друга половина је бирана за девет година и обнавља се трећином чланова; 50 од владиног „земства” међу кандидатима који плаћају врло велики порез; 18 од племства, 6 од православног свештенства, 6 од Академије наука, универзитета, 12 од трговачких берза и индустријских савета. Од свих изабраних чланова, само представници интелектуалаца и трговаца могу да буду либерали, али њих је свега 12 од 92. Што се тиче чланова именованих од цара, и чија се листа утврђује сваке године, они не смеју бити либерали, јер се могу одмах опозвати. Отуда царски савет пропуштао је само пројекте закона подношене од владе; за десет година, од 1907 до 1917, само је један створен иницијативом Думе, пројект закона слободе савести; успео је да добије свој агреман — али није добио veto царево; сви остали одлазили су тамо да спавају као у „гробу”.
Одредбе основних закона, као и њихово обнародовање, јасно показују да је Дума имала неограничена права. Прва руска Народна скупштина састала се била у врло неповољним приликама. Не само да је револуција била побеђена на барикадама Москве, већ и либерални покрет, који је дат манифестом 30. октобра, био се зауставио. Тежњама народа супротставља се страх племства и монархије; једни се боје за своја добра други за неприкосновеност потпуне власти. Неједнака борба почиње.

## Прва Дума или „Дума народног презирања”
Сазив Думе. — Прва царска Дума названа је „Дума народног презирања”. Међутим, кад се сакупила, 27. априла/10. маја 1906 још није „презирање” било испунило душе посланика. Тога дана, њихово расположење било је исто онако чисто као ведро небо. Као да су били заборавили све непријатне околности које су пратиле сазивање Думе: несавршеност изборнога закона, објављивање основних закона који ограђују права скупштине, несакривена зла воља високих чиновника, непријатељски став привилегованих, неповерење царево. Они мисле само на једну ствар, да присуствују сазиву прве руске народне скупштине, позване да даје законе, да мења стари режим, да задовољи народне тежње, другим речима да започне еру нове историје Русије, о којој се сневало већ одавно и за коју се толико снага жртвовало, толико крви пролило. Пред сном који је постао стварност, све остало чинило се споредно, безначајно и лако да се поправи.
Прва седница Думе била је у Зимској Палати. У раскошном декору царске палате. Посланици који су носили реденгот, сеоско одело, костиме разних националности, или црне свештеничке ризе, били су окружени нагизданим униформама часника Двора. Под испитивачким погледима дворана, новодошавши су могли само да осете око себе присуство једног колико старог, толико према њима непријатељски наклоњеног света. Али тај свет представљао је прошлост, и од сада ће се све променити. Цар, у своме говору — добродошлици, не изгледа да одриче ту наду: „нека овај дан, завршава он, бележи од сада моралну обнову Русије, и препород наших енергија! Ја ћу лично осигурати постојано битисање институција, које сам Вам подарио”.
На излазу из Зимске Палате, посланици су превезени Невом у стари двор Потемкина „Тауридског кнеза”, преуређен да прими први руски Парламенат. Успут, они иду дуж затвора „Крст”, где се затвореници гурају око прозора, машу марамицама и вичу: „Амнестија!”, коју реч прихвата и гомила са улице. Општа амнестија, заборав свега што је сматрано до сада као политички злочин, појављује се као природна и логична круна завршене борбе, залога и симбол помирења. Обезбедити је, то је за посланике прва од њихових дужности, света дужност према земљи и гласачима. Како немају права да је нареде, они хоће да прве њихове речи, које одјекну са трибине Думе, њој буду посвећене, и они одређују И. Петрункевича, некадашњег члана земства у Тверу, патријарха руског неолиберализма, који је уживао поштовање свих својих колега, да је тражи. Пошто су, једногласно, изабрали за председника С. А. Муромцева, чије се говор старао да одреди права Думе, с обзиром на прерогативе суверенове, они почињу да раде.

### Састав и борба странака у Думи.
Састав Думе је доста сложен. С почетка прилично нејасан, разбистрава се мало по мало, и посланици се деле у девет разних група: 178 (37,4%) припадају радикалној странци Слободе народа или „кадетима”; 94 (19,6%) радничкој странци, 32 (6,7%) Пољском Колу, 26 (5,4%) умереној странци Мирољубива обнова, 17 (3,5%) социјал-демократима, 12 (2,5%) групи независних аутономиста, 12 (2,5%) прогресистичкој странци, 6 (1,3%) странци Демократскога преображаја, и 100 (20%) нису уписани ни у какву групу.
Ако се класирају по народности 59% посланика су Велико-Руси, 17% Украјинци и Бело-Руси, 22% су страног порекла (Пољаци, Балти, Муслимани, Јевреји); они су сви дакле, у великој већини, (75%) православне вере. Ако се узме у обзир њихов социјални положај, најмногобројнији су сељаци (45%), затим племићи (37%), 14% су прави великопоседници; 25% су земљорадници; 25% баве се слободним професијама (адвокати, лекари, учитељи, професори универзитета); 6% само су индустријалци и трговци. У странци Слобода народа културни ниво је најуздигнутији, али у радничкој партији, која представља велико шаренило мишљења, има највише сељака. Ове две партије, истину рећи, представљају већину у Думи; имају заједнички циљ: борба; против старога режима у политичком и социјалном смислу. Ипак, њихови погледи на тактику у тој борби су јако различити, и чак супротни. Радничка партија удружује у себи два различита елемента, праве сељаке и интелектуалце социјалисте. Сељаци долазе у Думу са наивним убеђењем да она све може учинити, да од ње зависи и подела земље и стварање закона, које они сматрају за потребне. Социјалисти храбре њихова веровања, и ако не деле њихове илузије. Баш зато што знају да их политичке прилике стварају немоћнима, они су готови да жртвују Думу. Они виде само један начин: да организују народне масе и да пренесу политичку борбу са уставног терена на револуционарни терен. „Ми хоћемо да повучемо руски народ у један покрет, који ће бити немогуће зауставити”, — каже један од њихових вођа, Аладен. „Време је да се разуме”, каже један други, Жилкин, „да смо ми сведоци једне џиновске борбе, и да смо ми доведени овде као извидници те народне војске, која нас је послала напред да заузмемо места”. Отуда они сматрају да Дума може све да каже: „Ми смо свемоћни законодавци и ми само треба да хоћемо”, тврди исти Аладен. Њихово схватање те свемоћи је врло просто: „Дума ће диктирати један закон, и народ ће примити на себе да га изврши”. Имајући пуну слободу рада, Дума треба да има истовремено законодавну моћ са извршном и судском влашћу; да би организовали народ, посланици ће ступити у непосредну везу са својим гласачима и образоваће месне комитете који ће, у вези са Думом, решити аграрна питања, као и питања снабдевања у случају глади и т. д.; основни закони, министри, постојеће законодавство и пословник Думе у њиховим су очима само ситни детаљи, непотребне формалности, о којима не треба водити рачуна; ти министри могу се и отерати, јер у осталом они не припадају Думи. Када један министар изјављује кореспонденту Times-а, да је Дума „само једна револуционарна скупштина у облику совјета радничких представника”, Аладен, одговара да је то најбоља похвала која се могла рећи за скупштину: „Совјет има сјајну прошлост и нема ничега вређајућег у речима министровим”. Збиља, схватање радничке партије о улози Думе, које исто имају и социјал-демократи, подсећа тачно на ону за време револуционарне моћи коју су совјети радничких изасланика 1905 покушали да организују, и коју ће реорганизовати са много више успеха, совјети радника и војника за време друге револуције.
Да је овакво схватање било целе Думе, вероватно да би трајање ове скупштине било врло кратко. Срећом, група која је бројем и политичким искуством својих чланова најважнија, партија Слободе народа или „кадети”, спроводи тактику мање опасну и кориснију, коју је већ раније, утврдила на својим конгресима. Она схвата да је безусловно потребно остати у строгој законитости, и ако је не сматрају за савршену. Она рачуна, да радећи тако у самој Думи, и подржавајући је што је могуће дуже, шири поступно права Парламента. Зато, она мисли да треба избегавати сукобе са владом сваки пут кад не би борба имала законску основу, али искористити права дата Думи. На пример, решено је да се покрену најважнији проблеми за народ, као аграрно питање, и строго уставном борбом ићи ка решењу, не допуштајући да је задржи евентуална владина опозиција. Насупрот левом крилу опозиције она не рачуна на неку брзу акцију народних маса да би одржала Думу, јер је свесна да такав поступак не може успети, ако се није претходно организовао и да револуционарни начин рада најмање је способан да оствари ову организацију.
Борба, коју изазива ово неслагање тактика између двеју најјачих партија у Думи, ствара рад уставног центра веома деликатним. На сваком кораку он се судара са тешкоћама које преброђује само по цену сталне опрезности и велике вештине. Нема сумње, кад влада удари на целокупну Думу, она има против себе све партије једнодушне. Али чим би криза прошла, борба почиње. Она је нарочито помагана споља преко вођа левичарских партија који нису изабрани за Думу, али желе да је послуже на свој начин. Они ударају нарочито на кадетску партију, која се брани од њихових сплетака. Они је нападају да је издала народну ствар, представљају сав њен парламентарни рад кроз непријатељску светлост, и споразум групе слева са „десницом” Думе, малобројном и без утицаја, повећава опозицију и ставља „кадете” у мањину.

### Борба владе и Думе
У почетку, тактика Горемикина је да се прави да не зна за њу. Министри се не појављују у Тауридској палати и не предају јој законске пројекте. Тек 28. маја појављује се један мали нацрт, чувен од тада, о постављењу једне стаклене баште и једне перионице на Универзитету у Дорпату. Изгледа да хоће да осуде Думу на нерад — и Горемикин мисли да ће га држање посланика у томе помоћи много, — да би је после огласио за „неспособну за рад”, као што ће је збиља и оптужити. Али „кадети” су озбиљно решени да раде. Ако не могу да претворе Думу у Уставотворну скупштину, они се решавају да предузму одмах остваривање реформи, без којих би манифест од 30. октобра остао мртво слово на хартији. Они су готови да подносе предлоге закона по својој личној иницијативи, и ако та процедура, према основним законима, треба да им задржи дискусију за један месец, а један месец, у тим приликама, читава је вечност; сведок је нестрпљењу онај публициста који је већ првих дана постојања Думе узвикнуо на једном скупу: „Три дана су прошла, а Дума још ништа није урадила!”. Са „кадетима”, већина Думе решава да се баци без одлагања на рад. Свесни своје одговорности према народу, посланици су решени да раде дању и ноћу. Да би све ишло по добром уставном реду, Дума почиње са састављањем одговора на говор царев у Зимској палати, који сматра као престону беседу. Текст „кадета”, са извесним поправкама без вредности од стране радничке странке, на петој седници изгласан је готово једногласно; само шест гласова са умерене деснице гласали су против, и који су се, са грофом Хејдном на челу повукли из сале заседања да не би ослабили ефекат једногласним примањем. У тој знаменитој адреси, Дума, верујући у царево обећање да ће од његове стране октроисане установе остати „постојане”, излаже програм који има да оствари потпуно и нормално развијање Русије: припрема законског пројекта за опште право гласа; укидање изузетних закона који крију административну самовољу; проширење, у сарадњи са царем, коме припада такође иницијатива, изборних и буџетских права Думе; обнародовање јасних закона о личној слободи, слободи савести, речи и штампе, удруживања, збора и штрајка, потпуна једнакост свих грађана пред законом и укидање свих изузетних права и привилегија класа, народности, вере или пола; укидање смртне казне; правилник аграрног питања полазећи од принципа насилног одузимања земље; признање праведних накнада разним народностима; најзад образовање једног министарства одговорног Думи, да би се учинио крај свемоћи чиновника, који деле цара од народа, и осигурање хармоничне сарадње законодавних и извршних власти. Она именује делегацију која ће предати цару ту адресу, и коју је немогуће било сматрати као „револуционарну”, јер одбија све превратничке намере крајње левице.
Уставне странке надале су се да ће виђење са царем појачати њихову ситуацију према министарском савету. Али после три дана грозничавог чекања, Дума дознаје од Гормикина да цар одбија да прими њену делегацију. „Кадети” једва успевају, али са великом муком, да задрже радничку странку да од тога не прави питање сукоба. 26. маја Горемикин, у присуству свих министара, који се том приликом први пут појављују у Думи, чита посланицима одговор владе на њихову адресу. Ако и даје неке уступке по питањима споредних вредности, он одлучно одбија главна тражења Думе: сматра да искуство још није показало потребу за мењање изборног закона, и да му је дужност да изјави „да насилно одузимање земље је неприхватљиво”; он не верује да Дума има права чак и да говори о тражењу промене основних закона, јер „не може бити у питању њихова ревизија на иницијативу Думе”, он је зато да треба усвојити законе „октроисаних слобода”, али то само зато „да би се дала административним властима успешна средства да отклоне заблуде”; подвлачи чврсту одлуку министарског савета да одржи изузетне законе због „убистава, пљачке и изазивајућих насиља, која се врше на целој територији државе”; најзад, он подсећа да Дума има, противно одлукама владе, само једно право, право интерпелација.
Овај одговор који, шта више, узима тон пребацивања у ствари је објава рата. Она вређа и најумереније посланике, као грофа Хејдена, који изјављује, да владино одбијање уништава наду за мирољубивом сарадњом. „Кадети”, пошто су одговорили Горемикину преко својих најбољих говорника, Набокова и Родичева, састављају, у сарадњи са радничком партијом, текст једног дневног реда којим Дума изјављује: „после одбијања владе да задовољи захтеве народа, без чијег остварења ни смирење земље ни плодна активност народног представништва нису могући”, она одбија своје поверење неодговорној влади. Овај облик укора примљен је са само 7 гласова мање.
Ипак, ни министри, ни цар неће да из овог уставног прекида изведу закључке који се намећу. И ако је већина Думе била примила уставну тактику, влада је решена да покаже да нема устава у Русији. Министри грабе сваку прилику да покажу своје непријатељско држање према Думи. Посланици који први пут имају прилике да се изјасне отворено о злоупотребама и незаконитим делима администрације, хоће природно то да искористе; они гомилају интерпелације и питања — било их је предато 373. Али закон дозвољава влади да не одговори пре него прође месец дана. Она искоришћује своје право, чак и кад се тиче погубљења, које је Дума хтела да спречи, или погрома, који се догађају неки пут док се држе седнице. На такво држање, природно, Дума почиње да губи хладнокрвност и прави жестоке сцене опструкције спречавајући да говоре на трибини владини комесари, који јој саопштавају министарска одбијања. Ради назначења она гласа за закон којим се укида смртна казна, и када влада тражи кредите за помоћ крајевима захваћеним глађу, она јој смањује кредит на строго потребан минимум и даје јој га под условом да контролише употребу. Дума шаље и једну анкетну комисију, у Бјелосток, да испита на лицу места разлоге погрому, који се тамо десио, и посланик кнез Ирусов, некадашњи губернатор Бесарабије, оптужује полицију да је сама организовала погром.
Нарочито на аграрном питању као што је предвидео Горемикин, влада и Дума долазе у сукоб. Због жеље сељака да то питање виде решено што је могуће пре, „кадети”, и ако су имали намеру да се баве само пројектима уставних закона, чим је сазвана Дума, решили су да га ставе на дневни ред. Према томе, они припремају покрет веома радикалан, који се инспирисао погледима партијске левице, и бирају за председника аграрне комисије једнога од људи који је најбоље знао то питање, М. Хрценштајна. Да би одложили дефинитивни сукоб и да би могли, добивши у времену, упознати народ са потребом парламентарног рада, они одбијају да помажу радничку партију која предлаже да се објави кратко и јасно, под видом декрета Думе, одлука коју ће донети Скупштина. Исто тако, они нису ни најмање припадници идеје да се организују месни комитети, помоћу којих би хтели чланови револуционари Думе — као што ће се десити 1917 — не толико да реше аграрни проблем на лицу места, грабљењем земље, колико да осигурају револуционарну организацију становништва, пред одлучујућом битком чији изглед ће одредити њихову тактику. — Оно што задржава такође претресање аграрног проблема, то је велики број говорника, — близу 200 — који су се пријавили да изложе своје погледе; сви сељаци и радници желе да узму реч и дебата траје до 18. јуна/1. јула. Задатак аграрне комисије био је сложен; отуда тек уочи растурања Думе, Херценштајн успева, пошто је довео у везу погледе разних партија, да она прими као основне принципе реформе оне из пројеката „кадета”.
Забринут активношћу аграрне комисије, Горемикин решава да је престигне. 20. јуна/3. јула излази у „Владином веснику”, један званични коминике. У томе броју, растуреном у стотине хиљаде примерака, он изјављује да је влада предала свој сопствени пројект аграрног закона; да се под врло повољним условима, државна земља подели сељацима и да им поред тога омогући да купе посредством Сељачке банке, земљу коју би власници добровољно хтели продати, затим да су гласови о насилном отуђивању приватне земље потпуно лажни, и да сељаци далеко од тога рачунају на револуцију, треба да негују своју наду само у мирољубиви рад и бригу цара. Овај коминике није успео да пољуља поверење сељака у Думу, где седе толико њихових људи, већ да је то само изазивање скупштине која, у једном таквом питању, не може да дозволи слично непризнавање њеног законодавног значаја.
Пошто је цела земља такорећи заузета сукобом између владе и Думе, сви су посланици сагласни да изјаве народу да аграрно питање не може бити решено без учешћа Думе, и да ја она у току припремања свог сопственог пројекта, који износи једно решење различито од оног из владиног коминикеа. Аграрна комисија предаје 27. јуна/10. јула пројект „позива народу” од стране царске Думе. „Позив” изражава наду да ће „народ чекати у спокојству и миру док Дума заврши своје послове” т. ј. „припремање једног закона, зрело размишљеног и датог у законској форми”. Али тај „позив” наилази на неодобравање од стране радничке партије. Њени представници предлажу да се изјави да Дума не сумња да је подржавана од народа у остваривању својих намера. Један од њих, Жилкин, наглашава да Дума не може да јамчи да ће аграрни закон бити онакав каквог га је она хтела, и да зато не може тражити од народа да мирно чека:.„Оно што треба сада да буде, није то мир и спокојство, већ неспокојство ... Ми треба да говоримо о организованој борби ... Презирање треба да расте да би уништило стари режим и створило нови”. „Кадети”, далеко од тога да следују раденицима, .дају неке исправке у „позиву”; додају, на пример, један став да објасне да под насилним одузимањем земље треба разумети као што је и аграрна комисија то примила, „уступак радницима, сељацима, сходно законским правилима, а за праведну накнаду помоћу власти одузете земље”. Радничка партија узима као разлог ову исправку и гласа против „позива”, који због уздржавања Пољака, бива изгласан са само сто двадесет четири гласа „кадета”.
„Позив” није имао ничега „неуставног”, иначе и само „уставна” партија не би гласала за њега, а левица Думе не би нашла да је сувише мало револуционаран. Па ипак, Горемикинова влада помоћу њега растура Думу.

### Растурање Думе
Влада се ипак решавала пре него што је донела одлуку о растурању Думе. Већина посланика била, је убеђена да је Дума неприкосновена; нарочито они са левице тврдили су да њено постојање спречава револуцију и влада, заједно са радничком партијом, веровала је да народ не би примио мирно вест о њеном растурању. Отуда, у исто време, траже се у околини владе и нарочито Двора, могућност веза са умереним елементима Думе. Д. Н. Шипов, коме се обраћају, извлачи се, изјављујући, са својом уобичајеном искреношћу, да он не представља већину. За време једне аудијенције, коју му је цар дао, он га саветује да поведе преговоре са „кадетима” водећом странком Думе и предлаже комбинацију П. Н. Миљуков—С. А. Муромцев. Цар, сходно својој навици да у присуству идеје које су супротне његовима, — поставља питања своме саговорнику и даје утисак као да дели његово мишљење, — прави се као да прима ту комбинацију. По његовој наредби, преговори почињу између Миљукова и Стољипина. Они откривају да влада не мисли ни на кабинет искључиво „кадетски”, ни на концесије довољне да задовоље већину Думе. Вођени као потпуно приватни разговори, због стања духова у скупштини, преговори су прекинути чим се веза учинила немогућом између владе, која не признаје чак ни могућност постојања устава, и уставотворне странке у Думи.
Влада се решава да растури Думу. Како Горемикин не може да се одлучи на ту опасну меру, извршење је најзад поверено Т. А. Стољипину, позваном за председника министарског савета. Он раније предузима војне мере, не само у престоници, већ и у целој Русији. Датум растурања није утврђен, изгледа, до последњег тренутка. У петак 20. јула, за време седнице Думе, Стољипин тражи од председника Думе, да закаже за понедељак 22. његов одговор на интерпелацију о погрому у Бјелостоку. А у недељу 22. посланици који долазе изјутра у Тауридску палату, налазе сва врата закључана и чувана од стражара, док јаке војне снаге, са артиљеријом заузимају околне улице да би спречиле побуну.
Дума није „распуштена” већ „растерана” као банда злочинаца, а да се нису хтели помучити ни да обавесте њеног председника. Коминике који објављује њено распуштање не означава, као што предвиђа члан 105 основних закона, датум нових избора, насупрот члану 86 истога закона, он одређује, датум сазива нове Думе за после 14. децембра, тј. после протеклог рока за које време парламентарна дебата о буџету треба да буде завршена; најзад указ растурања Думе није потписан ни од једног министра, и нико формално није за њу одговоран. Пред овим повредама основних закона будућност изгледа мрачна и веровало се да више неће бити Думе.
Прва Дума, као што је казао један од њених најомиљенијих чланова И. Петрункевић „имала је озбиљне мане”. Она није знала да се снађе у многим приликама, али како је и могла, када је била прва „народна скупштина”. Замисао о њој могла је бити савршенија; али зар није чудно да је добри народни здрави разум, у пркос свим препрекама и немогућностима изборног закона, знао да тамо пошаље представнике, без сумње несавршене али квалификоване. Темперамент посланика био је мало живљи, жустрост по некога од њих ломила је мир дискусије, и њихово буњење узимало је неки пут простачке облике; али атмосфера у којој су живели и радили није била погодна ни за моралну равнотежу, ни за мир, ни за парламентарну углађеност. Све су те мане биле надокнађене њиховом потпуном верношћу народној ствари, живим осећањем њихових дужности према земљи и дубоком вером у народ, у којој се налази велика будућност Русије. Трајање прве Думе било је кратко, али траг који је оставила у политичком и социјалном животу земље јесте дубок; бразда коју је заорала подигла је раније недирнуту земљу, и никаква реакционарна снага неће моћи да врати земљу у њено првобитно стање. Без обзира на њену привидну немоћ, она је показала земљи сву снагу и важност народног представништва, једино средство народа за задобијање својих права, своје слободе и просперитета. Она је пустила дубоког корена да њено растурање није се могло истргнути из народне свести: појам народног представништва остаје жив, и без обзира на све напоре владе и њених реакционарних подрживача, народ ставља сву своју наду у другу Думу.

## Од прве до друге Думе
Виборшки апел. — 22. јула, истога дана када је влада затворила врата на Тауридској палати, П. Н. Миљуков — који је знао да је решено да се растури Дума — скупља код Н. Петрункевича, већ од четири сата изјутра, посланике чланове централног комитета „кадетске” партије. Сви присутни су сагласни да се не могу растати, а да не протестују. Верни својим принципима строго уставним, они одбијају мисао буне на коју мисле раденици и социјал-демократи, и слажу се да иду до крајњих граница парламентарних права. Према томе, они решавају да баце један „апел” у коме позивају народ да одбија плаћање порезе и да се регрутује, догод датум избора друге Думе не буде објављен. Они знају добро да тај „апел” не може да покаже одмах резултат, пошто се скупљање регрута и плаћање порезе врши тек на јесен, али хоће да добију у времену да би знали стање духа у народу, и према његовом држању да организују пасивну одбрану; осим тога, за њих је то прилика да допусте јавном незадовољству да се изрази. Они знају и то, да се излажу гоњењу власти и губитку свих својих грађанских права за идуће законодавне изборе, али они пристају, без размишљања, на ту жртву. Текст пројекта за „апел” је одмах састављен и саопштен представницима радничке странке, који примају како идеје тако и облик „апела”. Како је потпуно немогуће да одрже састанак у Петрограду, да би дискутовали и гласали о овом „апелу”, решава се да се иде у Финску, где су у више махова раније, држани конгреси забрањених партија у Русији. У вече истога дана, 180 посланика: „кадета”, раденика и социјал демократа — састају се, на четири сата железницом од Петрограда, у Виборгу, у хотелу Белведере, где остали стижу још и сутрадан изјутра. На општи захтев, председништво је поверено С. А. Муромцеву. Представници „левице” пристају уз предлог „кадета”, као на минимум општих захтева свију, али себи задржавају право да лично иду даље и преко тога минимума. 23. јула, у подне, дебата о тексту „апела” још није била завршена кад гувернер Виборга потражи председника Муромцева. Пошто га је обавестио да је добио наредбу из Петрограда да спречи њихов састанак, и објаснио му незгодну ситуацију у којој се налазе финске власти, он моли посланике да се добровољно растуре. „Апел” је на брзину примљен, потписан од свих присутних и однет у Петроград. Социјал-демократи и радници предузимају затим организацију побуне у Виборгу и Кронштату, али „кадети” одбијају да се придруже њиховој акцији.
Прве мере Стољипина. — Народ остаје глув на „апел” из Виборга. На супрот томе, крајња десница у вези са савезом племића, тражи од владе, у недостатку целокупног успостављања аутократије, корениту измену изборног закона да би осигурала већину у Думи припадницима враћања на стари режим. Али министар Стољипин, из страха од народног протеста не сме да иде тако далеко, и закон од 24. децембра 1905 остаје на снази за нове изборе.
За време првих дана по растурању прве Думе, док јављају за велике аграрне немире у Воронежи, Одеси и Шуши (Кавказ), за војничке буне у Полтави, Брест-Литовском, Свиборгу и на Балтичком мору, на крстарици „Памјат Азова”, Стољипин покушава да се приближи умереним либералима. Он води преговоре са Д. Н. Шиповом, грофон Хајденом, кнезом Г. Е. Лавовим и А. Ж. Гучковим да их уведе у свој министарски савет. Шипов и Лавов стављају своје услове: половина министарских портфеља за њих и њихове пријатеље и обећање, да би применио главне тачке манифеста од 30. октобра и остварио озбиљну аграрну реформу, да ће пројекти закона бити предати Думи. Стољипин одбија; „Само владе које су пред пропашћу, примају туђе програме”, одговара он писмено. Под тим условима, умерени се извлаче; гроф Хајден изјављује, шалећи се, да су их хтели узети да буду „у својству законите деце код жена лаког морала”. Само, Гучков решава се да сарађује са владом, али не пристаје да уђе у владу и обећава само своју сарадњу као посланика и шефа владине партије или „октобриста”.
Године 5425, августа, Стољипин је предмет атентата; али он се спасава од бомбе која руши један део његове виле и убија скоро тридесет особа. Од тада, он се одлучно опредељује за репресалије. Искоришћује члан 87 основних закона који га овлашћује, у случају потребе, да издаје „привремене” законе, за време прекида рада Думе, с тим да их има поднети Парламенту у року од два месеца од последњег сазива, и објављује хитне законе. 19. августа/1. септембра један закон васпоставља поново војни суд, а војне експедиције послате су у крајеве захваћене побунама. Хитне мере такође су предузете да би спречиле нову Думу да не донесе коренита решења по аграрном питању. Стољипин је примио доктрину неких племићких публициста који су говорили да све зло долази отуда што сељаци, пошто су добили своје ослобођење 1861, нису били асимиловани од других класа, да су сачували нарочити начин коришћења земље (мир) и уместо да се њима управљало по општим законима (књига X закона), њима се управљало по локалним обичајима. Указ од 18. октобра 1906 укида све остатке режима изузимања, коме су сељаци били подређени. Указ од 22. новембра циља да измени колективну сеоску имовину у имовину индивидуалну: сваки сељак има право да захтева од своје општине да његова парцела буде одвојена од општинског земљишта. Ово право користиће нарочито најбогатији, који ће, помоћу власти, добити најбоље парче. „Рачунајући на јаке”, влада, како рачуна да ће поделити сељаке, тако се нада да ће, одвраћајући њихову пажњу од земље племића, створити једну нову класу, као неку врсту класе кандидата за власнике некретнина, који треба да помогну некадашњу управљајућу класу, која сиромаши и лишава се све више и више земље
Избори за другу Думу. — Стољипин се нарочито бави и припрема изборе за другу Думу. Ако је сачувао стари изборни закон, он је решен да га направи безопасним; у томе смислу, његов помоћник у министарству унутрашњих послова, Крижановски, експерт у вештини да прави притисак на вољу гласача не дирајући у слово закона, долази му хитно у помоћ; и Сенат, својим „објашњењима” која мењају закон, помаже такође његове погледе.
Важно је пре свега доћи до политичких личности које су се у првој Думи показале као непомирљиви противници владе. Одмах после растурања сазива, репресалије су примењене против њених чланова. Посланици сељаци, који су се вратили својим кућама, нарочито су гоњени: њима је чак изрично било забрањено да дају рачуна бирачима о својим мандатима; тражи се начин да се похапсе и протерају, али у томе се не успева увек, јер су сељаци убеђени да су њихови најбољи браниоци они које власт гони, и зато се по неки пут одупиру оружјем. Судска гоњења предузета су против 180 посланика, од којих су 120 из „кадетске” странке, зато што су ширили Виборшки „апел”. Како је довољно бити оптужен, па законом бити лишен права да се буде биран, елита интелектуалаца и политичких људи тако је одвојена од изборне борбе: „Дума ће бити без главе”, изјављује са задовољством министар унутрашњих послова. Ускоро, влада, пошто је ударила по вођама, удара на саме политичке странке. Свака изборна акција забрањена је странкама које нису „одобрене”; а „одобрене” су само странке са крајње деснице, Савез рускога народа, странка Гучкова или октобристе и странка Мирољубиве обнове; а још и оне, којима припадају умерени, које је Стољипин хтео да уведе у свој кабинет; разуме се, одбијена је дозвола странци „кадета”.
У исто време, сви они од којих се очекује помоћ на изборима, нарочито свештенство, мобилисани су; забрањено је и државним и приватним чиновницима да ступају у неодобрене политичке странке, а свештенству је наређено од њихових старешина да учествује на изборима. Благодарећи „објашњењима” Сената, и најдемократскији елементи избрисани су из гласачких спискова. На крају 1906. године 260 дневних листова забрањено је, а 207 уредника оптужено суду; у месецу јануару 1907, усред изборне борбе, 77 других публикација је забрањено и 60 уредника још је окривљено. Све је стављено у покрет да се онемогуће забрањене странке, а иде на руку добронамерним, који располажу званичним органом Стољипиновим „Росија”; на изборним скуповима, нема средстава којима се не служи; кандидатуре нежељених посланика су одбачене, кандидати из опозиције гоњени су.
Какав је резултат ових маневара? Крајња десница добија 63 изабраних, умерена десница или партија октобриста 34, „кадети” 123, пољска странка 39, левица или радничка странка 97, разне социјалистичке странке (социјалисти-револуционари, социјал-демократи и социјал-„популисти”) 83; 22 посланика не припадају ниједној странци. Крај свих напора, влада није могла добити послушну већину. Њени кандидати су тек отприлике једна петина Думе, док сва опозиција скупа остаје отприлике једнака оној у првој Думи — смањила се само за 1% (68% уместо 69%).
Оно што пада у очи у другој Думи, то је напредак екстремних странака, које не мисле да се задрже само на уставној борби. Крајња десница улази у Думу са чврстом намером да је потпуно уништи и да васпостави аутократију. Племство јој је наклоњено, као и моћна дворска странка; она располаже мрежом „секција” које, преко уговорених изјава, покушавају да дају нетачну слику о јавном мњењу; она има једну тајну организацију, Савез рускога народа, која прима оружје од владе и прибегава тероризму против политичких непријатеља. Исто тако, на крајњој левици, социјалисти, који први пут отворено узимају учешћа на изборима, и чији је број сада три пута већи, мисле само на своје рушилачке циљеве; они још увек имају наде и верују да ће их енергична акција Думе помагати да организују народне масе и да ће изазвати једну моћну револуционарну струју. Само странка центра, „кадети”, јасно је решена да употреби сва права која јој дају основни закони, да учврсти народно представништво и навикне владу, као и народ, на методе парламентарне борбе. Али она је малобројнија него у првој Думи, јер уместо 37,4%, она не броји више од 24% посланика.

## V. — Друга Дума
И ако је друга Дума била делимично више десничарска него прва, стање духова свих странака опозиције много је измењено од растурања Думе јула 1906. Сјајне наде које су се рађале приликом сазива прве Думе, биле су ишчезле. Знало се да народно представништво није неприкосновено, и да влада може лако да сломи тај слаби инструмент, а да се народ не противи. Такође, тада се мање бринуло за власт него за свој лични положај; знало се да Дума неће моћи да живи ни више ни мање него док буде могућности да се избегавају смртни ударци; „Чувајте Думу!” то је парола коју примају и саме социјалистичке странке, добацујући их и „кадетима” да се њоме поуче. Од своје стране, влада неће одмах сукоб са Думом; на против, упућујући јој пројекте закона и буџета, манифестује жељу да сарађује са њоме.
Прва претња је владина изјава коју 19. марта чита Стољипин. Да не би одали своје протесте који би послужили као разлог за растурање Думе, она примењује тактику ћутања, коју прекидају само социјал-демократи. Уосталом, сама изјава, која тумачи упућене јој пројекте закона, сасвим је умереног тона; она прима чак и ревизију владиних пројеката од стране Думиног сазива. Само у говору који даје на крају, да би одговорио социјал-демократима, које одваја јасно од свих других опозиционих странака, Стољипин се показује непомирљив. Он каже „воља владарева није овластила Думу да изјављује своје неповерење влади” и завршава узвикнувши: „Ви ме нећете збунити!”
И ако није гласала против те изјаве Стољипинове, Дума није разоружала своје противнике. 29. марта, истога дана када је посланик Излос убијен од тајне организације крајње деснице, један црни крст објављен је у „Рускоје знамја” (Руска застава). На тај знак, као што им је наредио још 28. фебруара/13. марта, посланик Пуришкевич, секције Савеза рускога народа објављују рат Думи тражећи њено растурање и промену изборног закона. Али влада остаје, у ствари, на старим позицијама и не помишља да се лишава користи од привремених закона, које има права да издаје два месеца по сазиву Думе. Када левичари траже да се одмах укину војни судови, заведени таквим законима, Стољипин одговара 26. марта одлучним тоном: „Ако желите укидање војних судова, зауздајте црвено лудило и разоружајте се ви први!” То је значило да је он целу Думу сматрао солидарном са терористичким странкама; и тражио је од ње „осуду терора” као услов за њен опстанак, и како она није хтела да подигне рукавицу и брани владу својим моралним угледом, она ће живети до краја сесије, под сталном претњом њеног растурања.
Дума ипак приступа озбиљно послу. Она приступа испитивању аграрног проблема и буџета који враћа, у пркос левици, надлежној комисији. Дискусија о овим питањима не остаје чисто техничке природе. „Кадети” су водили рачуна о стварности и, чувајући ипак главне црте пројекта аграрног проблема, они су у сарадњи М. Кутлера, који је постао посланик, знатно изменили тај нацрт, за који влада није изјавила да је неприхватљив. С друге стране, они се упињу да организују рад Думе и да буде што више успешан. Они изгласавају нови пословник, по коме се ограничавају говори посланика, резервише један дан у недељи за интерпелације, чији је талас био потопио прву Думу, посвећује две вечерње седнице испитивању пројеката споредног значаја, и све остало време дискусији чисто административних закона, на пр., о пројектима реформе правосуђа и локалних self gouvernement, који се не могу сматрати као пројекти о укидању смртне казне, амнестији и т. д. — политичким манифестацијама. Због тешкоћа и спорости на које наилазе предлози непосредно дати од Думе, они су сматрали да треба почети са дискусијом о министарским пројектима. У недостатку стабилне већине, морају да одржавају стални контакт међу разним партијама и њима да припреме општи план парламентарних послова. Петнаест комисија Думе неуморно раде на нацртима закона и буџета. У пркос влади, која те послове кочи свим средствима, она се противи да се позову страни стручњаци у заседање и одбија да им да потребна обавештења и завршава крајем маја преглед закона о локалној судској организацији, о личној слободи, о законима објављеним у смислу параграфа 87 основних закона о слободи савести и о завођењу обавезне наставе. Аграрна комисија слаже се да се усвоје основни принципи пројеката „кадета”. Комисија за локалне аутономије наставља корисно свој рад. Друге комисије испитују нацрте на радничком законодавству, о опсадном стању, о обиму буџетске надлежности Думе и т. д.
Ови стварни резултати активности Думе само појачавају завист њених непријатеља. Они се боје, како је забележио, уочи избора 27. новембра 1906 конгрес Савеза племства да „јака због искуства у прошлости, она узима коректно и уљудно понашање, да јој се не може ништа пребацити, и сакривена ауторитетом који јој даје привидна законитост њене активности, она издаје кобне законе” за племство! Да би спречили да се парламентаризам „утврди у Русији”, Дума да „постане стална установа” и Русија да „престане да буде велика сила”, они су желели успеха странкама крајње левице на рачун „кадета” и изборе „што је могуће горе”. Зато посланици са деснице упињу се да компромитују Думу, гурајући своје колеге са левице на непромишљена дела, чак и гласајући са њима да би уставни центар ставили у мањину. Око половине априла, Савез племића, сакупљен у Петрограду, упућује непосредно цару једну петицију у којој траже распуштање Думе и измену изборног закона. Племићи се боје нарочито да, ако Дума издржи до летњег одмора, посланици ће са левице отићи у народ да изазивају, и својом пропагандом подстичу нове аграрне побуне. Њихов страх уосталом није баш сасвим лишен основа, јер социјалисти су још увек наклоњени организовању револуције помоћу месних комитета, као што и признају, у више махова, на трибини.
Центар, коме почињу да прилазе посланици сељаци са левице, схватајући важну улогу Думе у стварању аграрних реформи, много се напреже да избегне сваки сукоб са владом одбијајући предлоге социјалиста, и смицалице левичара који спречавају њену обазриву акцију. Поред терористичких атентата које изводе не само „борбене легије” социјалиста-револуционара, већ такође и нова организација „максималиста“, она води у војсци револуционарну пропаганду која забрињава владу и због које је ухапшено више социјал-демократа. Неизбежни сукоб припрема се за 20. мај, када је стављена на дневни ред интерпелација социјал-демократа о насиљима полиције у дому посланика Озола. Сутрадан, на питање деснице, Стољипин тврди да су 26. априла 28 лица ухапшена под оптужбом да су припремали атентат против цара и великог кнеза Николе Николајевича. 14. јуна он одлази у Думу, и пошто је захтевао тајну седницу, он тражи хапшење 55 социјал-демократских посланика, т. ј. целе парламентарне фракције странке, коју сматра као злочиначко удружење и коју оптужује да има у целој земљи читаву организацију за изазивање оружане побуне и олакшавање демократске републике; изјављује да 16 посланика има да буду ухапшени одмах, и да су писани докази инкриминисаних дела нађени приликом претреса код Озола. Дума је тако стављена у необично незгодну ситуацију. Треба да се изрази по питању које задире дубоко у принцип парламентарног имунитета. Кривице које се приписују социјал-демократским посланицима, иако на први поглед вероватне, изгледају врло сажете и немају исту тежину за све окривљене. С друге стране, није више био у питању појединачни имунитет, као што је било случајева раније за посланике окривљене за политичке злочине и упућиване нарочитој комисији Думе, већ колективна оптужба против једне странке. Рад социјал-демократа познат је већ давно; зашто се тек сада окривљује? Очевидно, разлози политичке природе мешали су оптужбе из општег права. После дискусије, Дума шаље тражење Стољипиново својој комисији која треба да преда свој извештај за двадесет и четири часа.
Знало се већ неколико дана да је растурање Думе већ решена ствар. Чињеница да Стољипин неће да чека резултат решења комисије доказује довољно да његово тражење подизања имунитета је само један изговор. Сутрадан, 15. јуна, Дума се састаје са уверењем да држи своју последњу седницу. На дневном реду је пројект закона о локалном правосуђу. Један сат и по пре краја седнице, левичари траже да се обустави дискусија како би се могао да одбаци буџет и укину аграрни закони обнародовани на основу § 87 основних закона. Она се нада да ће те манифестације, које не могу имати практичног значаја, олакшати њену пропаганду, јер рачуна да искористи ово растурање изазивањем народне побуне. Али јасно је да таква тактика може само да дискредитује чак и принцип народног представништва, у тренутку кад је иначе у озбиљној опасности. Центар се не поводи за њима, и дискусија о пројектима са дневног реда протеже се у миру до закључења седнице. Извештај нарочите комисије није готов, остављен је за сутрадан. Али та седница није се одржала. Узалуд, у ноћи 15. јуна, посланици Маклаков и Струве покушавају да убеде Стољипина да колебања комисије имају разлога; став владе је решен.
Дана 16. јуна Дума је растурена, нови избори заказани за 14. јули и сазив треће Думе за 14. новембар. У исто време, објављен је нови изборни статут, који се не може оквалификовати законом, јер је непосредно насиље основних закона, који стављају исправке изборног закона на сагласност Думе. Десничарске странке које иначе тријумфују, не крију да изјаве да гледано с тачке гледишта основних закона, то је прави државни удар. То је за њих доказ више, да нема Устава у Русији: „Цар га даје, цар га повлачи!” То је формула, која показује њихово мишљење. Оптужбе које манифест од 16. јуна износи, лишене су основа. У ствари, њен велики злочин био је што није хтела да осуди ствар, и у исто време што је одбила моралну подршку влади. Објављивање новог изборног статута не оставља никакву сумњу у дубоке разлоге и ако непризнате њеног растурања. Тај статут није могао бити ни састављен ни одштампан за једну ноћ; он је резултат слоге између племства и владе, и није прост случај да је Дума растурена баш у тренутку када то уметничко дело изборне уметности, од Крижановског, излази из штампе. Земља се не вара; она схвата да је друга Дума чисто и јасно жртвована интересима племства.